# Liste der Biografien/La
Liste der Biografien |
Portal Biografien |
Personensuche
# |
A |
B |
C |
D |
E |
F |
G |
H |
I |
J |
K |
L |
M |
N |
O |
P |
Q |
R |
S |
T |
U |
V |
W |
X |
Y |
Z |
?
 
La |
Lb |
Lc |
Le |
Lg |
Lh |
Li |
Lj |
Ll |
Lm |
Lo |
Lp |
Lt |
Lu |
Lv |
Lw |
Lx |
Ly |
Lz
 
Laa |
Lab |
Lac |
Lad |
Lae–Lah |
Lai |
Laj |
Lak |
Lal |
Lam |
Lan |
Lao |
Lap |
Laq |
Lar |
Las |
Lat |
Lau |
Lav |
Law |
Lax |
Lay |
Laz
Die Liste der Biografien führt alle Personen auf, die in der deutschsprachigen Wikipedia einen Artikel haben. Dieses ist eine Teilliste mit 499 Einträgen von Personen, deren Namen mit den Buchstaben „La“ beginnt.

## La

### La B
- La Badie, Florence (1888–1917), amerikanische Stummfilmschauspielerin
- La Balue, Jean de († 1491), Kardinal und Minister unter Ludwig XI.
- La Barba, Trentino (1915–1943), italienischer Soldat und Widerstandskämpfer
- La Barbara, Joan (* 1947), amerikanische Sängerin und Komponistin der zeitgenössischen Musik
- La Barbera, Angelo (1924–1975), sizilianischer Mafioso
- La Barbera, Salvatore (1922–1963), sizilianischer Mafioso
- La Barbera, Vincenzo, italienischer Maler und Architekt
- La Barre, François Poullain de (1647–1723), französischer Philosoph
- La Barre, Jean de († 1534), französischer Adliger, Gouverneur von Paris, Prévôt de Paris
- La Barre, Michel de († 1745), französischer Flötist und Komponist
- La Barre, Weston (1911–1996), US-amerikanischer Anthropologe
- La Barthe, Gérard de (1730–1810), französischer Zeichner, Radierer und Maler
- La Barthe, Paul de, seigneur de Thermes (1482–1562), französischer Heerführer und Marschall von Frankreich
- La Bâthie, Joseph Marie Henri Alfred Perrier de (1873–1958), französischer Botaniker
- La Baume Pluvinel, Aymar de (1860–1938), französischer Astronom
- La Baume, Claude de (1534–1584), Kardinal der römisch-katholischen Kirche
- La Baume, Élzéar François des Achards de (1679–1741), französischer Geistlicher und Bischof
- La Baume, Étienne II. de, französischer und savoyischer Militär
- La Baume, François de († 1587), französischer Adliger, Gouverneur der Provence
- La Baume, Günter (1911–1944), deutscher U-Boot-Kommandant im Zweiten Weltkrieg
- La Baume, Jean de († 1435), savoyischer Adliger und Militär
- La Baume, Joséphine de (* 1984), französische Schauspielerin
- La Baume, Nicolas Auguste de (1645–1716), französischer Militär, Maréchal de France
- La Baume, Peter (1916–1977), deutscher Prähistoriker
- La Baume, Pierre de († 1544), Kardinal, Erzbischof von Besançon, Bischof von Genf
- La Baume, Wolfgang (1885–1971), deutscher Prähistoriker
- La Baume, Yana Robin (* 1989), deutsche Schauspielerin
- La Baume-Montrevel, Jean-Baptiste de (1593–1641), burgundischer Militär, Gouverneur der Freigrafschaft Burgund
- La Beaumelle, Laurent Angliviel de (1726–1773), französischer Schriftsteller und Bibliothekar
- La Bédoyère, Charles Angélique François Huchet de (1786–1815), französischer General unter Napoléon BonaparteCharles Angélique François Huchet de La Bédoyère (1786–1815)

Charles Angélique François Huchet de La Bédoyère (1786–1815)

- La Belle Ferronière (* 1500), Mätresse des französischen König Franz I.
- La Belle Otéro (1868–1965), spanische Tänzerin und Mätresse
- La Béraudière du Rouhet, Louise de (1530–1586), Mätresse von Antoine de Bourbon, duc de Vendôme, Titularkönig von Navarra und dem französischen König Heinrich III.
- La Berge, Anne (* 1955), amerikanische Flötistin und Komponistin
- La Berge, Camille de (1837–1878), französischer Literaturhistoriker und Numismatiker
- La Blanchère, René Du Coudray de (1853–1896), französischer Klassischer Archäologe
- La Boétie, Étienne de (1530–1563), französischer SchriftstellerÉtienne de La Boétie (1530–1563)

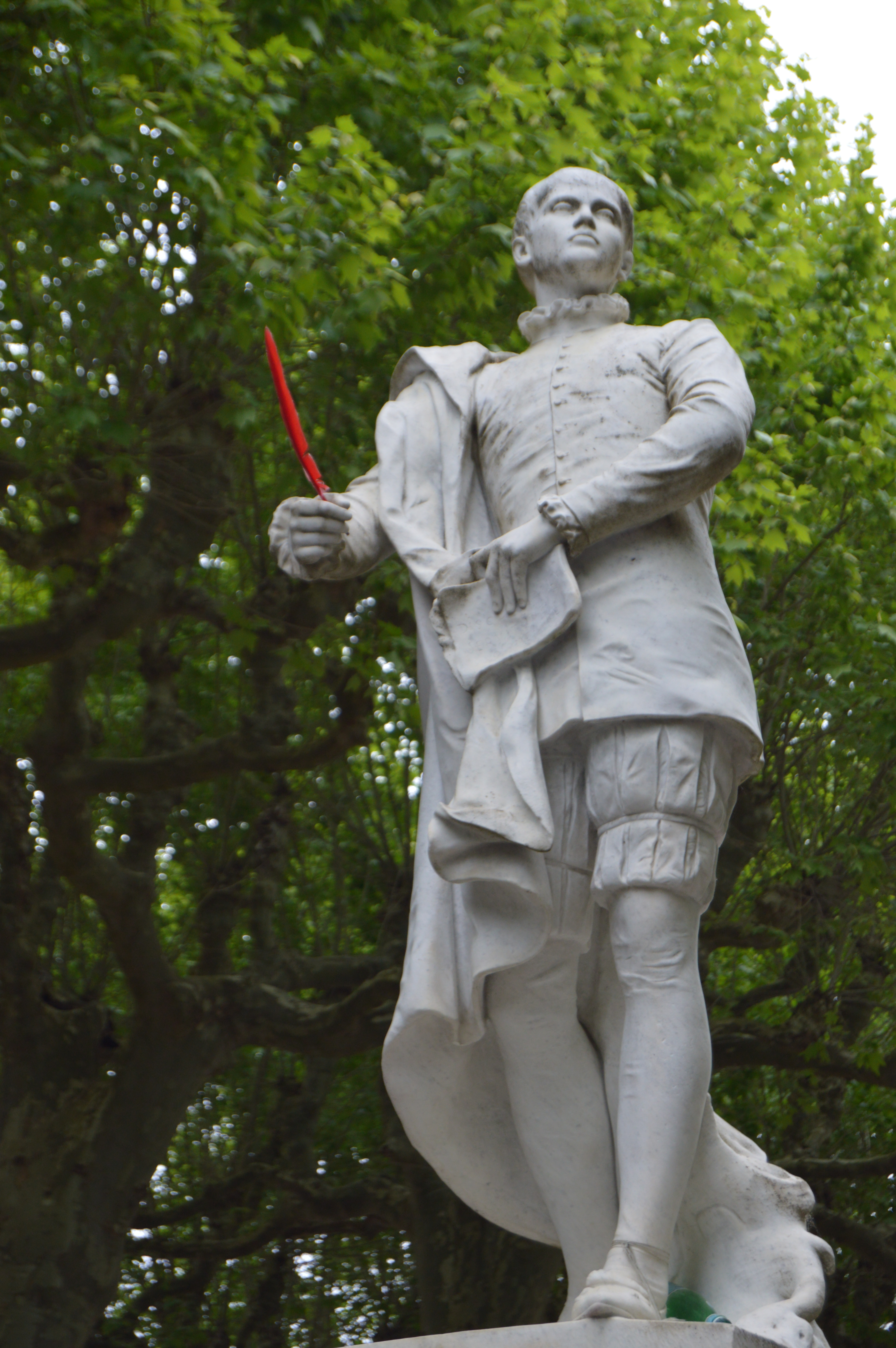
Étienne de La Boétie (1530–1563)

- La Borderie, Arthur de (1827–1901), französischer Historiker und Politiker
- La Borderie, Bertrand de (* 1507), französischer Höfling und Dichter
- La Bostrie, Dorothy (1928–2007), amerikanische Songwriterin
- la Bouche, Denise (* 1981), deutsche Pornodarstellerin
- La Bouillerie, Marie-Joseph-Mélite Roullet de (1822–1894), französischer Politiker und Admiral
- La Boullaye Le Gouz, François de (* 1610), französischer Aristokrat und Weltreisender
- La Bourdonnais, Bertrand François Mahé de (1699–1753), französischer Admiral
- La Bourdonnaye, François Régis de (1767–1839), französischer Minister
- La Branche, Alcée Louis (1806–1861), US-amerikanischer Politiker
- La Brète, Jean de (1858–1945), französische Schriftstellerin
- La Brosse, Guy de (1586–1641), französischer Arzt und Botaniker
- La Brosse, Simon de (1965–1998), französischer Schauspieler
- La Broue, Salomon de, französischer Reitlehrer
- La Bruchollerie, Monique de (1915–1972), französische Pianistin
- La Brunetière, Guillaume de (1630–1702), französischer Geistlicher, Bischof von Saintes
- La Bruyère, Jean de (1645–1696), französischer SchriftstellerJean de La Bruyère (1645–1696)

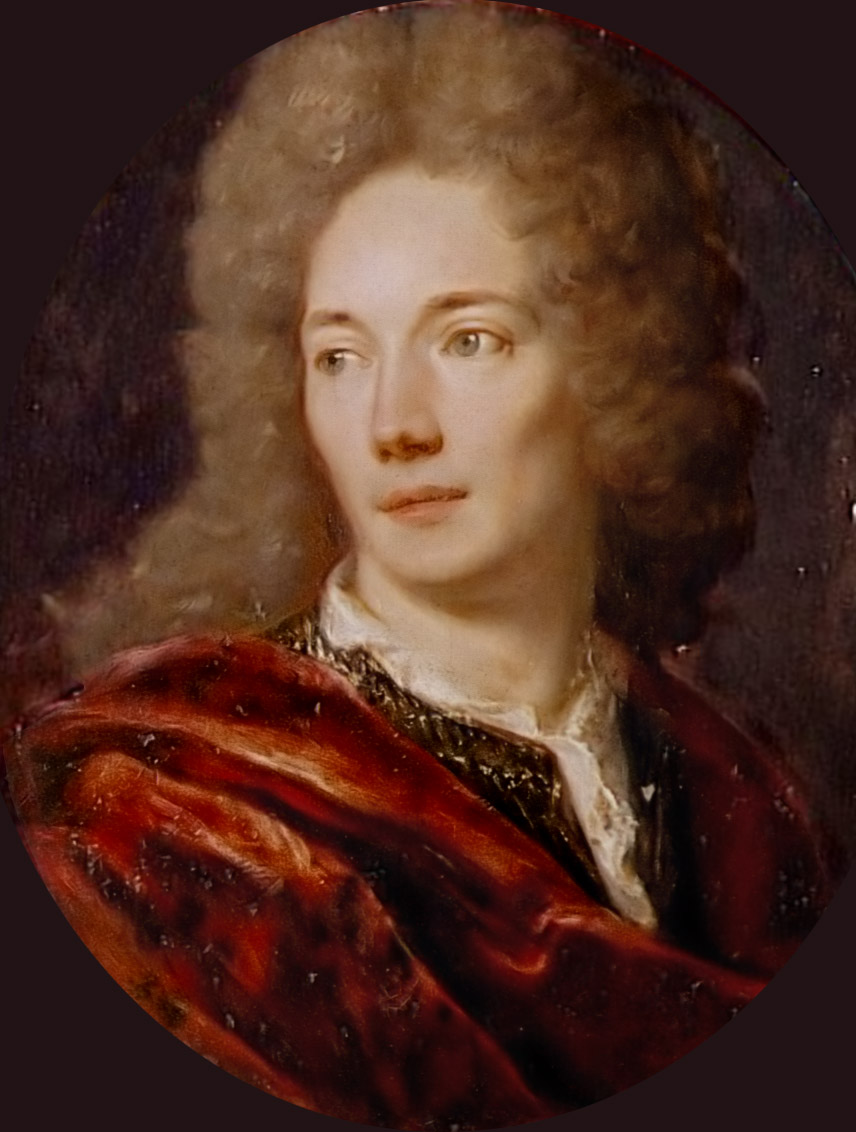
Jean de La Bruyère (1645–1696)

### La C
- La Calprenède, Gautier de Costes de († 1663), französischer Schriftsteller und Dramatiker
- La Casinière, Joëlle de (* 1944), marokkanisch-französische Mixed Media- und Videokünstlerin
- La Cava, Gregory (1892–1952), US-amerikanischer Filmregisseur und Cartoonist
- La Caze, Louis de (1703–1765), französischer Arzt
- La Caze, Robert (1917–2015), französischer Automobilrennfahrer
- La Ceppède, Jean de († 1623), französischer Schriftsteller des Barock
- La Chalotais, Louis-René de Caradeuc de (1701–1785), französischer Jurist
- La Chana (* 1946), spanische Flamenco-Tänzerin
- La Chapelle, Jean de (1651–1723), französischer Diplomat, politischer Schriftsteller, Bühnenautor, Romancier und Mitglied der Académie française
- La Chapelle, Jean-Baptiste de, französischer Mathematiker, Erfinder und Beiträger zur Encyclopédie
- La Chapelle, Mathilde de (* 1856), deutsche Theaterschauspielerin und Schriftstellerin
- La Charce, Philis de (1645–1703), französische Kriegsheldin in der Dauphiné während des Pfälzischen Erbfolgekriegs
- La Chassaigne, Françoise de (1544–1627), französische Adelige und Ehefrau von Michel de Montaigne
- La Châtre, Claude de (1536–1614), französischer Militär während der Hugenottenkriege, Gouverneur des Berry und von Bourges
- La Châtre, Claude-Louis de (1698–1740), Bischof von Agde
- La Châtre, Louis de († 1630), französischer Aristokrat, Marschall von Frankreich
- La Châtre, Maurice (1814–1900), französischer Verleger, Romanist und Lexikograf
- La Châtre, Pierre de († 1171), Erzbischof von Bourges
- La Chaussée, Pierre-Claude Nivelle de (1692–1754), französischer Dramatiker
- La Chenelière, Evelyne de (* 1975), kanadische Schriftstellerin und Schauspielerin
- La Chevallerie von la Motte, Ernst August de (1688–1758), preußischer Generalleutnant, Gouverneur von Geldern
- La Chevallerie, Georg Ludwig de (1711–1768), britischer und kurfürstlich braunschweig-lüneburgischer Generalmajor
- La Chevallerie, Ludwig von (1813–1884), preußischer Generalmajor
- La Chevallerie, Siegfried von (1860–1950), deutscher General der Artillerie
- La Condamine, Charles Marie de (1701–1774), französischer Mathematiker und Astronom
- La Conseillère, Pierre de (1645–1699), französischer Theologe
- La Coste-Messelière, Pierre de (1894–1975), französischer Klassischer Archäologe
- La Cour, Janus (1837–1909), dänischer Landschaftsmaler
- La Cour, Mads (* 1980), dänischer Jazzmusiker (Trompete)
- La Cour, Poul (1846–1908), dänischer Physiker und Erfinder
- la Cour, Vilhelm (1883–1974), dänischer Historiker
- La Croix de Castries, Charles Eugène Gabriel de (1727–1801), französischer Heerführer und Marschall von FrankreichCharles Eugène Gabriel de La Croix de Castries (1727–1801)

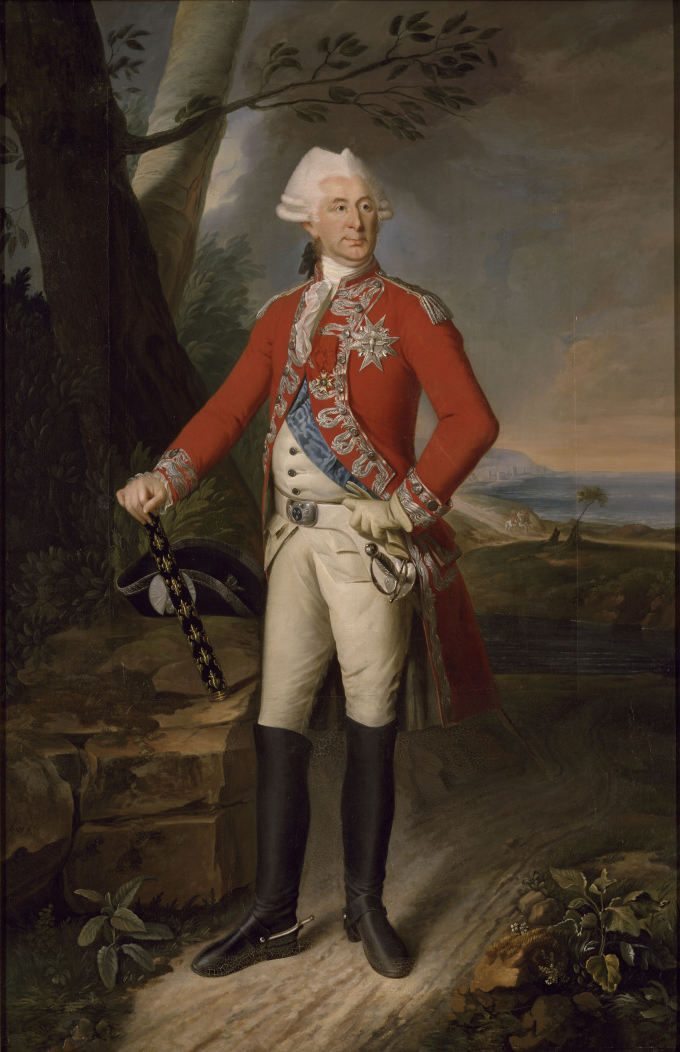
Charles Eugène Gabriel de La Croix de Castries (1727–1801)

- La Croix Du Maine, François Grudé de (1552–1592), französischer Bibliograf und Lexikograf
- La Croix, Alexander de (* 1889), deutscher Journalist, NS-Verbandsfunktionär und Teilnehmer am Kapp-Putsch
- La Croix, Edmond de († 1604), Generalabt der Abtei von Cîteaux
- La Croix, Jean Joseph (1737–1828), Fontänenmeister und Wasserbauingenieur in Herrenhausen
- La Croix, Richard de (1824–1902), preußischer Jurist
- La Croix, Tanja (* 1982), Schweizer House-DJ und -ProduzentinTanja La Croix (* 1982)

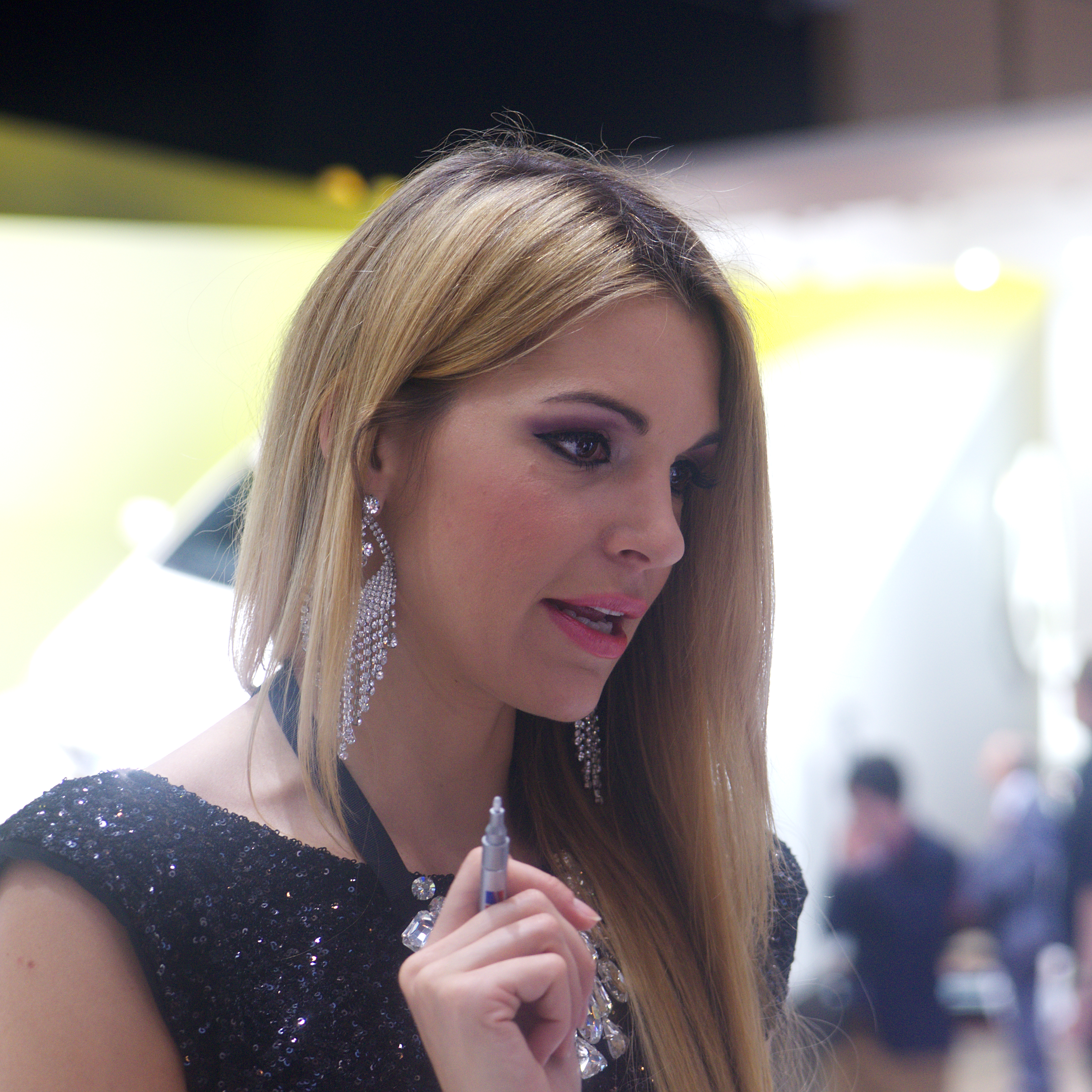
Tanja La Croix (* 1982)

- La Cropte de Bourzac, Jean-François de (1696–1766), französischer Bischof und Abt der Abtei Saint Martial
- La Croze, Maturin Veyssière de (1661–1739), französischer Orientalist, Bibliothekar, Universalgelehrter
- La Cruz, Ernesto Sánchez (* 1883), venezolanischer Forschungsreisender, Marineoffizier und Goldsucher
- La Cruz, Julio César (* 1989), kubanischer Boxer
- La Curne de Sainte-Palaye, Jean-Baptiste de (1697–1781), französischer Historiker, Philologe und Antiquar

### La D
- La Dama (* 1986), spanische Latin-Pop-Sängerin und Liedermacherin
- La Dow, George Augustus (1826–1875), US-amerikanischer Politiker

### La E
- La Esterella (1919–2011), belgische Sängerin

### La F
- La Fage, Victor Amédée de (1738–1801), französischer politischer Agitator und Revolutionär
- La Fare, Charles Auguste de (1644–1712), französischer Dichter
- La Fare, Philippe Charles de (1687–1752), französischer Militär und Diplomat, Marschall von Frankreich
- La Fare-Alais, Gustave de (1791–1846), französischer Dichter okzitanischer Sprache
- La Farge, John (1835–1910), US-amerikanischer Maler, Innenarchitekt und Kunsthistoriker
- La Farge, John (1880–1963), US-amerikanischer Jesuit
- La Farge, Oliver (1901–1963), amerikanischer Anthropologe und Autor
- La Fargue, Maria Margaretha († 1813), niederländische Malerin und Zeichnerin
- La Farina, Giuseppe (1815–1863), italienischer Schriftsteller, Freiheitskämpfer und Politiker, Mitglied der Camera dei deputati
- La Fauci, Nunzio (* 1953), italienischer Linguist
- La Fave, Craig L., US-amerikanischer Offizier, Generalmajor der US Air Force
- La Fay Bardi, Miguel (1934–2021), US-amerikanischer Ordensgeistlicher, römisch-katholischer Prälat von Sicuani
- La Faye, Antoine de (1540–1615), französisch-schweizerischer Geistlicher und Hochschullehrer
- La Faye, Jean-François Leriget de (1674–1731), französischer Adeliger, Diplomat, Mäzen und Mitglied der Académie française
- La Fayette, Gilbert Motier de, französischer Adliger, Marschall von Frankreich
- La Fayette, Louise de (1618–1665), Vertraute und Beraterin des französischen Königs Ludwig XIII.
- La Fayette, Marie-Joseph Motier, Marquis de (1757–1834), französischer General und PolitikerMarie-Joseph Motier, Marquis de La Fayette (1757–1834)

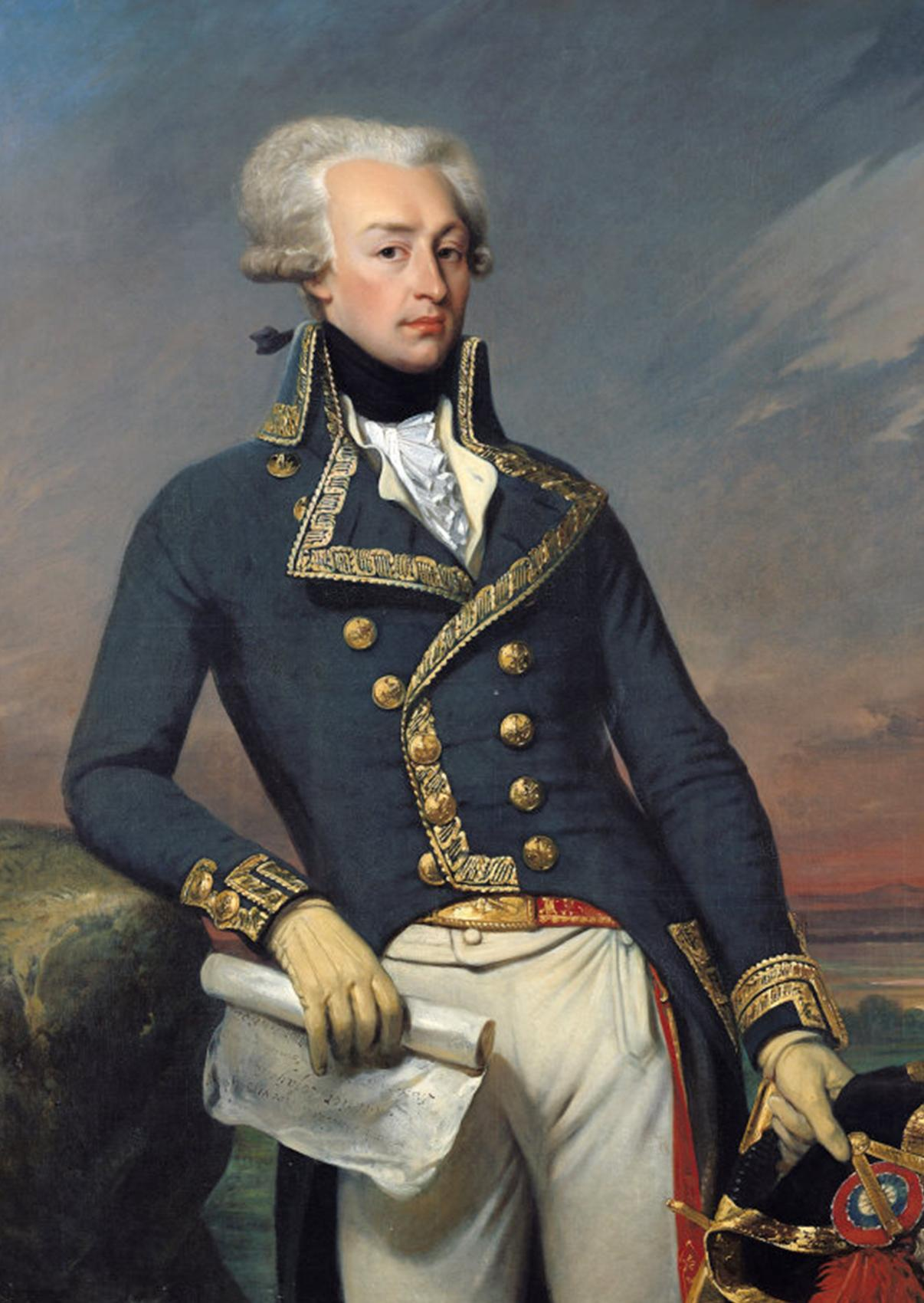
Marie-Joseph Motier, Marquis de La Fayette (1757–1834)

- La Fayette, Marie-Madeleine de (1634–1693), französische Adelige und Schriftstellerin
- La Ferrière, Serge Raynaud de (1916–1962), französischer Astrologe und Autodidakt
- La Ferronnays, Pierre-Louis-Auguste Ferron de (1777–1842), französischer Diplomat und Politiker
- La Ferté-Imbault, Marie-Thérèse de (1715–1791), französische Adlige und Salonnière
- La Ferté-Senneterre, Henri de (1599–1681), französischer Adeliger und Offizier
- La Fetra, Linnaeus Edford (1868–1965), US-amerikanischer Kinderarzt
- La Flesche, Francis (1857–1932), US-amerikanischer Ethnologe
- La Flesche, Susette (1854–1903), US-amerikanische Reformerin, Autorin, Dozentin und Menschenrechtsaktivistin
- La Fleur, Bo (* 1943), schwedischer Fußballspieler
- La Follette, Belle Case (1859–1931), US-amerikanische Zeitungsverlegerin, Suffragette und Juristin, Ehefrau von Robert M. La Follette senior
- La Follette, Charles M. (1898–1974), US-amerikanischer Politiker
- La Follette, Philip (1897–1965), US-amerikanischer Politiker
- La Follette, Robert M. junior (1895–1953), Senator der Vereinigten Staaten
- La Follette, Robert M. senior (1855–1925), US-amerikanischer PolitikerRobert M. La Follette senior (1855–1925)

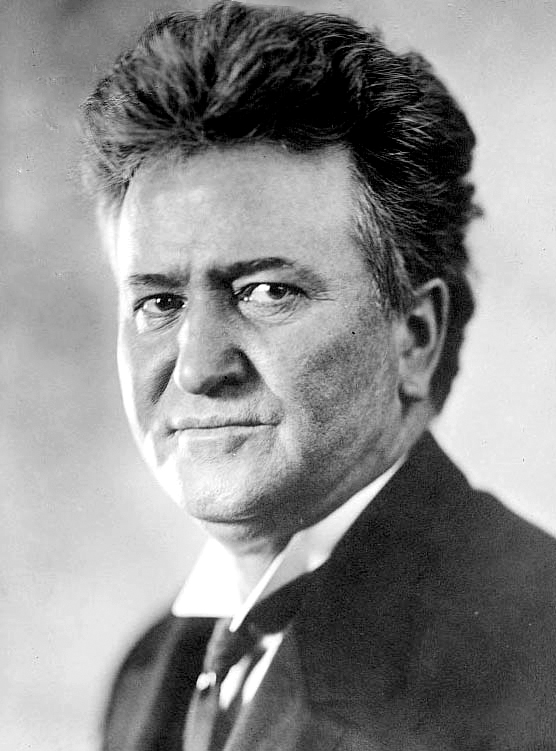
Robert M. La Follette senior (1855–1925)

- La Follette, Suzanne (1893–1983), US-amerikanische Journalistin und Feministin
- La Follette, William (1860–1934), US-amerikanischer Politiker
- La Font de Saint-Yenne, Étienne (1688–1771), französischer Kunstkritiker
- La Fontaine, Agathe de (* 1972), französische Schauspielerin
- La Fontaine, Henri (1854–1943), belgischer Jurist und Politiker
- La Fontaine, Jacques de, französischer und Kurfürstlich Braunschweig-Lüneburgischer Gobelinwirker und Hoftapezierer
- La Fontaine, Jean de (1621–1695), französischer Schriftsteller, PoetJean de La Fontaine (1621–1695)

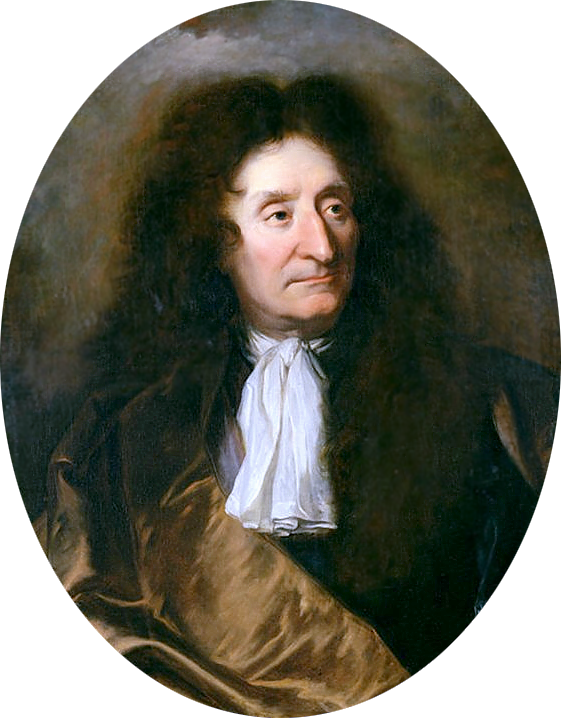
Jean de La Fontaine (1621–1695)

- La Fontaine, Julius (1891–1947), deutscher Jurist und NS-Opfer
- La Fontaine, Louis-Hippolyte (1807–1864), kanadischer Anwalt und Politiker
- La Fontaine, Michael de (* 1945), deutscher Liedermacher und Kulturwissenschaftler
- La Fontaine, Pietro (1860–1935), italienischer Geistlicher, Patriarch von Venedig und Kardinal der römisch-katholischen Kirche
- La Force, Auguste de (1878–1961), französischer Historiker und Mitglied der Académie française
- La Force, Charlotte-Rose de Caumont de (1654–1724), französische Schriftstellerin
- La Forêt, Jean de († 1537), französischer Diplomat
- La Fosse, Antoine de (1653–1708), französischer Dramatiker
- La Fosse, Charles de (1636–1716), französischer Maler
- La Fosse, Louis Remy de († 1726), französischer Architekt, der in Deutschland wirkte
- La Fosse, Philippe Étienne (1739–1820), französischer Tierarzt
- La Fouine (* 1981), französischer Rapper
- La Foye, Louis de (1781–1847), französischer Naturwissenschaftler
- La Francesca, Gherardo (* 1946), italienischer Diplomat
- La Fresnaye, Jean Vauquelin de (* 1536), französischer Dichter
- La Fresnaye, Roger de (1885–1925), französischer Maler des Kubismus
- La Fressange, Inès de (* 1957), französische Mode- und ParfumdesignerinInès de la Fressange (* 1957)

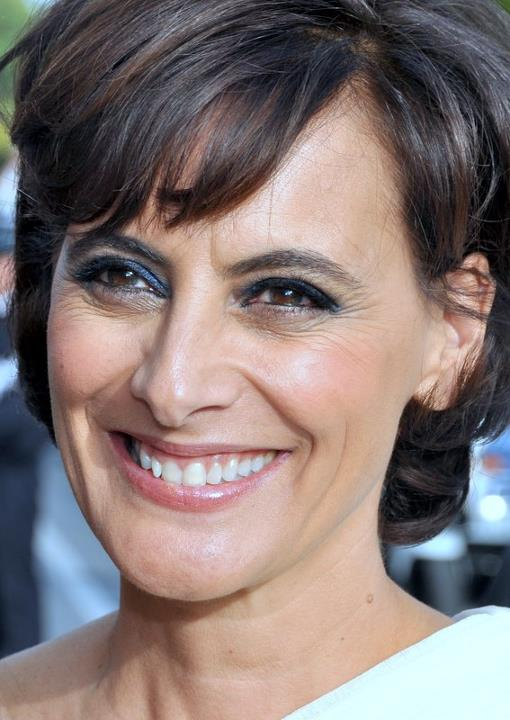
Inès de la Fressange (* 1957)

- La Furia, Jake (* 1979), italienischer Rapper

### La G
- La Galissonière, Roland-Michel Barrin de (1693–1756), französischer Seeoffizier und Gouverneur
- La Gamba, Crescenzio, italienischer Maler
- La Garanderie, Antoine de (1920–2010), französischer Pädagoge
- La Garaye, Claude-Toussaint Marot de (1675–1755), französischer Chemiker und Philanthrop
- La Garde, Pierre de (1717–1792), französischer Komponist der Vorklassik
- La Genière, Juliette de (1927–2022), französische Klassische Archäologin
- La Gessée, Jean de (1551–1596), französischer Dichter
- La Gorce, Pierre de (1846–1934), französischer Jurist, Richter und Historiker
- La Goulue (1866–1929), französische Cancan-Tänzerin und Dompteuse
- La Gournerie, Charlotte de (* 1989), französisch-dänische Filmproduzentin
- La Grande Sophie (* 1969), französische Musikerin und Sängerin
- La Grange d’Arquian, François de († 1617), französischer Adliger, Marschall von Frankreich
- La Grange d’Arquien, Henri Albert de (1613–1707), Marquis und Kardinal
- La Grange d’Arquien, Marie Casimire Louise de (1641–1716), Königin von Polen
- La Grange, Anna de († 1905), französische Opernsängerin (Sopran)
- La Grange, Henry-Louis de (1924–2017), französischer Musikwissenschaftler und Biograph
- La Grange, Kyla (* 1986), britische Singer-Songwriterin
- La Grange, Mademoiselle (1639–1727), französische Schauspielerin
- La Grange, Nicolas de (1707–1767), französischer Dramenautor, Übersetzer
- La Grave, Antoine († 1733), deutscher Räuberhauptmann
- La Grenade, Cécile (* 1952), grenadische Ernährungswissenschaftlerin, Unternehmerin und Generalgouverneurin
- La Grua, Emmy (* 1831), italienische Opernsängerin (Sopran)
- La Guardia, Fiorello (1882–1947), US-amerikanischer PolitikerFiorello La Guardia (1882–1947)

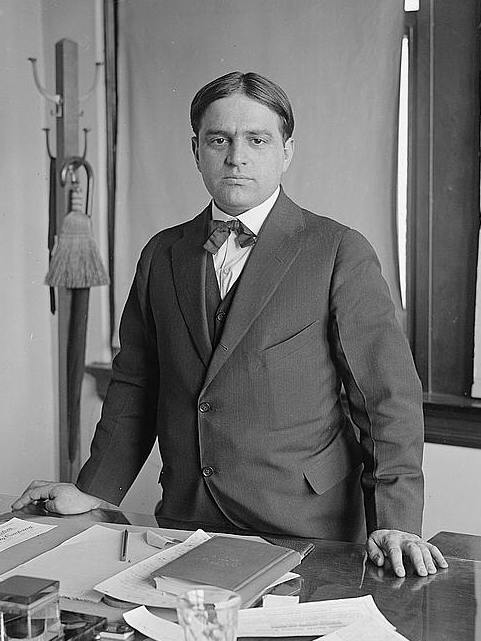
Fiorello La Guardia (1882–1947)

- La Guardia, Jorge (* 1937), spanischer Künstler
- La Guêpière, Philippe de (1715–1773), französischer Architekt
- La Guéronnière, Arthur de (1816–1875), französischer Diplomat und Publizist
- La Guiche, Philibert de († 1607), Großmeister der Artillerie von Frankreich, Gouverneur von Lyon
- La Guma, Alex (1925–1985), südafrikanischer Schriftsteller und oppositioneller Politiker

### La H
- La Habana, Joaquín (* 1952), kubanischer Sänger, Tänzer, Entertainer und Travestiekünstler
- La Hailandière, Célestin Guynemer de (1798–1882), französischer römisch-katholischer Geistlicher und Bischof von Vincennes in Indiana
- La Harpe, Frédéric-César de (1754–1838), Schweizer Politiker
- La Harpe, Jean-Baptiste Bénard de (1683–1765), französischer Kolonist und Entdecker
- La Harpe, Jean-François de (1739–1803), französischer Kritiker und Dichter
- La Harpe, Pierre de, Schweizer Mathematiker
- La Havas, Lianne (* 1989), britische Musikerin
- La Haye, Charles Edward (1910–1978), französischer Admiral
- La Haye, Claude, kanadischer Tonmeister
- La Haye, Maclou de, französischer Höfling und Dichter
- La Haye, Reinier de, holländischer Maler
- La Hengst, Bernadette (* 1967), deutsche Pop- und Elektropop-MusikerinBernadette La Hengst (* 1967)

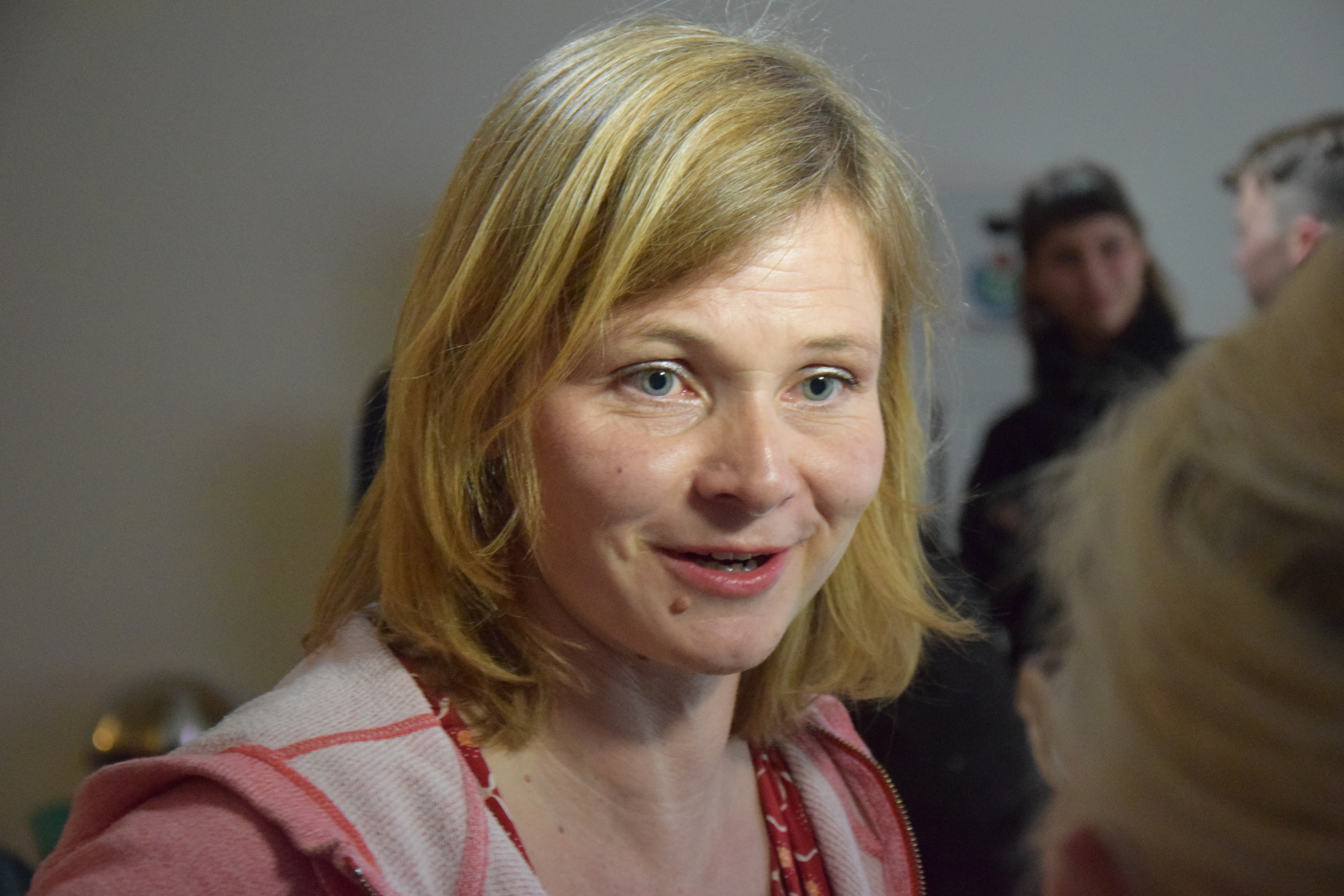
Bernadette La Hengst (* 1967)

- La Hire, Philippe de (1640–1718), französischer Mathematiker
- La Hong (* 1967), österreichischer Modeschöpfer
- La Houssaye, Sidonie de (1820–1894), US-amerikanische Schriftstellerin
- La Hyre, Laurent de (1606–1656), französischer Maler des Barock

### La I
- La India (* 1969), puerto-ricanische Salsasängerin

### La J
- La Jaille, André-Charles de (1749–1815), französischer Marineoffizier, Entdecker und Kartograph
- La Jana (1905–1940), österreichische Tänzerin und Schauspielerin
- La Jonquière, Jacques-Pierre de Taffanel de (1685–1752), französischer Admiral und Generalgouverneur von Neufrankreich
- La Jugie, Guillaume de (1317–1374), Kardinal
- La Jugie, Nicolas de († 1376), französischer Adliger
- La Jugie, Pierre de (1319–1376), Kardinal

### La K
- LA Knight (* 1982), amerikanischer WrestlerLA Knight (* 1982)

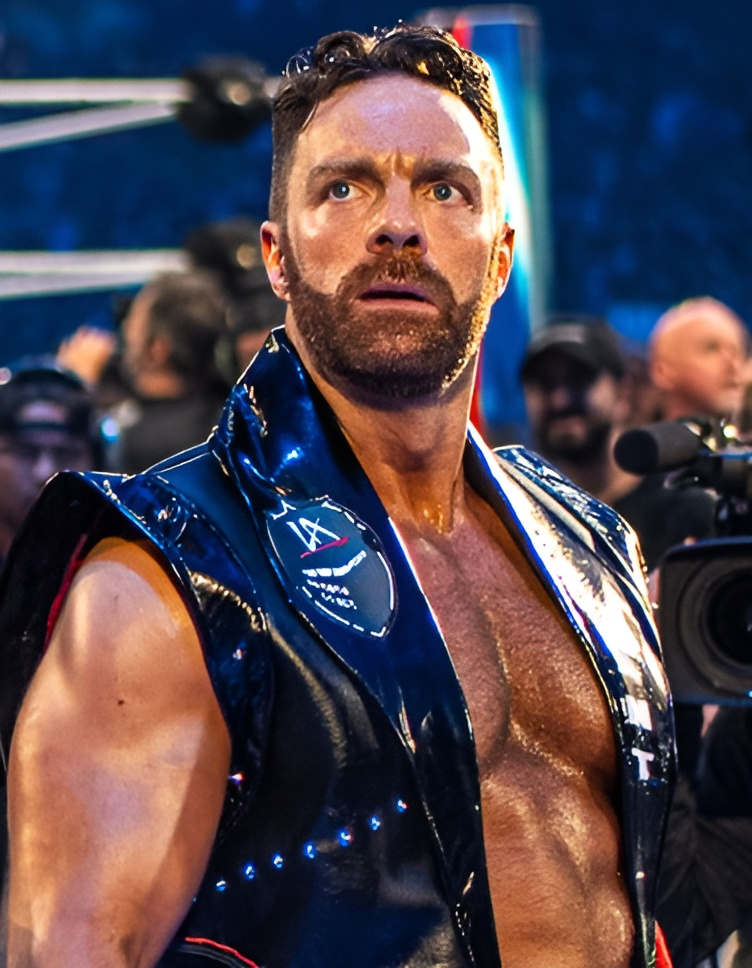
LA Knight (* 1982)

### La L
- La Landelle, Gabriel de (1812–1886), französischer Marineoffizier, Journalist und Schriftsteller; Pionier der Aeronautik
- La Lanne, Patrick de (* 1962), deutscher Kommunalpolitiker (SPD), Oberbürgermeister von Delmenhorst
- La Laurencie, Charles-Eutrope de (1740–1816), französischer Bischof
- La Liberté, Alfred (1882–1952), kanadischer Komponist, Pianist und Musikpädagoge
- La Lime, Helen (* 1951), US-amerikanische Diplomatin und UN-Sonderbeauftragte
- la Llave, Pablo de (1773–1833), mexikanischer Priester, Politiker, Botaniker und Naturforscher
- La Loggia, Giuseppe (1911–1994), italienischer Politiker der Democrazia Cristiana
- La Loubère, Simon de (1643–1729), französischer Diplomat, Ethnograph, Mathematiker, Literat und Mitglied der Académie française
- La Lumia, Isidoro (1823–1879), italienischer Politiker und Historiker
- La Lune, So (* 1997), französischer Rapper und Sänger
- La Lupe (1936–1992), kubanische Sängerin
- La Luzerne, César-Guillaume de (1738–1821), französischer Geistlicher und Bischof von Langres

### La M
- La Macchia, Francesco (1938–2017), italienischer Kanute
- La Madelène, Jules de (1820–1859), französischer Schriftsteller
- La Malène, Christian de (1920–2007), französischer Politiker, Mitglied der Nationalversammlung und Senator
- La Malfa, Giorgio (* 1939), italienischer Politiker (Partito Repubblicano Italiano), Mitglied der Camera dei deputati, MdEP
- La Malfa, Ugo (1903–1979), italienischer Politiker (Partito Repubblicano Italiano), Mitglied der Camera dei deputati
- La Mantia, Simona (* 1983), italienische Dreispringerin
- La Marck, Charles Robert de (1541–1622), Anwärter auf das Herzogtum Bouillon und das Fürstentum Sedan
- La Marck, Charlotte de (1574–1594), protestantische Adlige
- La Marck, Diane de (* 1544), Herzogin von Nevers, Clermont und Tonnerre
- La Marck, Guillaume Robert de (1563–1588), souveräner Herzog von Bouillon und Fürst von Sedan
- La Marck, Henri-Robert de (1539–1574), Herzog von Bouillon, Fürst von Sedan und Gouverneur der Normandie
- La Marck, Robert II. de (1468–1536), Gouverneur von Bouillon und Fürst von Sedan
- La Marck, Robert III. de († 1537), Marschall von Frankreich
- La Marck, Robert IV. de (1512–1556), Marschall von Frankreich und Herzog von Bouillon
- La Marmora, Alberto (1789–1863), piemontesischer General und Naturforscher
- La Marmora, Alessandro (1799–1855), italienischer General
- La Marmora, Alfonso (1804–1878), italienischer General und Politiker
- La Marr, Barbara (1896–1926), US-amerikanische Schauspielerin, Drehbuchautorin und Journalistin
- La Marr, Mike (* 1962), Schweizer Radiomoderator
- La Mazière, Alice (1880–1962), französische Schriftstellerin und Journalistin
- La Mesnardière, Hippolyte-Jules Pilet de (1610–1663), französischer Arzt, Dichter, Übersetzer, Literaturtheoretiker, Höfling und Mitglied der Académie française
- La Mettrie, Julien Offray de (1709–1751), französischer Arzt und PhilosophJulien Offray de La Mettrie (1709–1751)

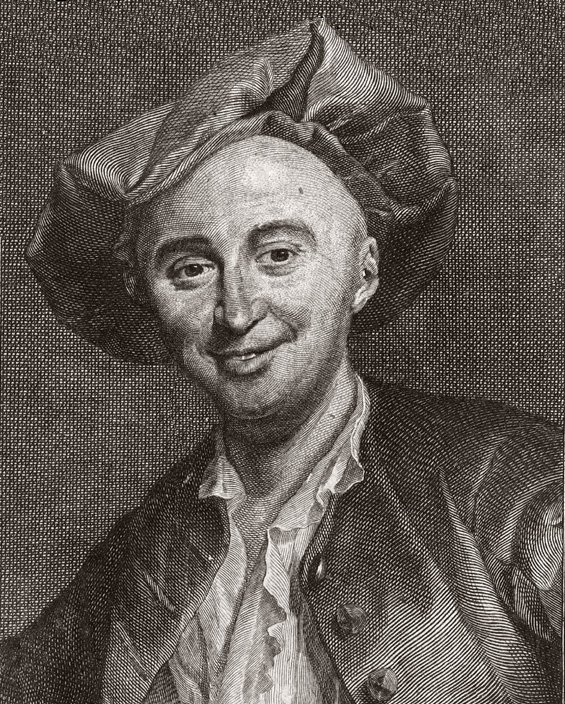
Julien Offray de La Mettrie (1709–1751)

- La Mia Denaver, Deborah, Maskenbildnerin
- La Monnoye, Bernard de (1641–1728), französischer Dichter, Gelehrter und Mitglied der Académie française
- La Mont, Walter Douglas (1889–1942), amerikanischer Pilot, Marine-Ingenieur und Erfinder
- La Montaine, John (1920–2013), US-amerikanischer Komponist und Pianist
- La Morinerie, Aurore de (* 1962), französische Künstlerin und Illustratorin
- La Morlière, Jacques Rochette de (1719–1785), französischer Libertin, Literat, Theaterautor, Journalist und Schreiber von Pamphleten
- La Mothe le Vayer, François de (1588–1672), französischer Antiquar, Philosoph und Moralist
- La Mothe-Houdancourt, Charlotte de (1654–1744), französische Gouvernante der königlichen Kinder Frankreichs
- La Mothe-Houdancourt, Henri de († 1684), französischer Bischof
- La Mothe-Houdancourt, Jérôme de (1617–1693), französischer Bischof
- La Mothe-Houdancourt, Louis Charles de (1687–1755), französischer Militär, Marschall von Frankreich
- La Mothe-Houdancourt, Philippe de (1605–1657), Vizekönig von Katalonien, Oberbefehlshaber der französischen Armeen in Spanien
- La Motte Fouqué, Friedrich de (1777–1843), deutscher Dichter der RomantikFriedrich de La Motte Fouqué (1777–1843)

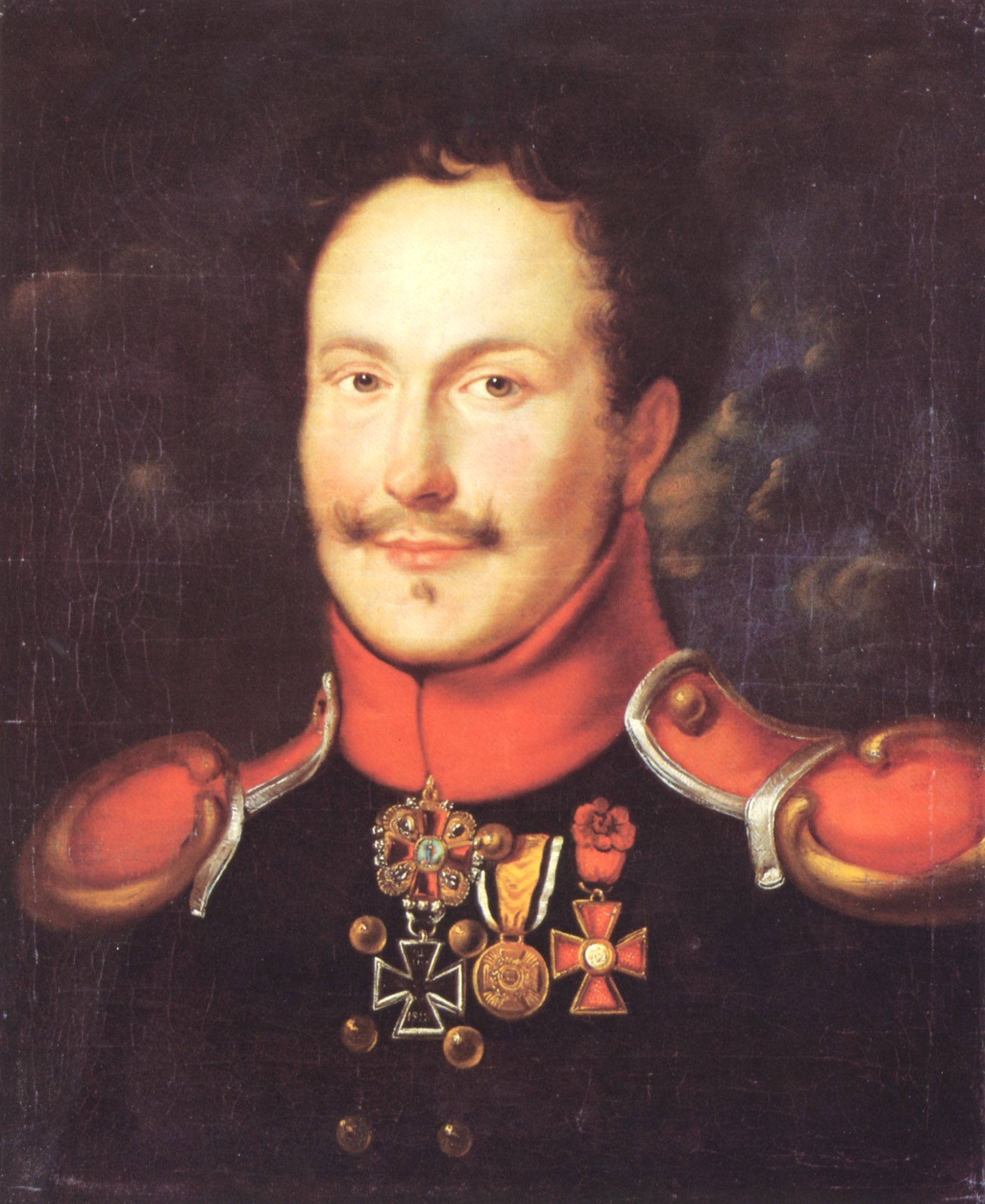
Friedrich de La Motte Fouqué (1777–1843)

- La Motte Fouqué, Heinrich August de (1698–1774), preußischer General
- La Motte Fouqué, Heinrich Karl de (* 1701), preußischer Oberst und Kommandeur des Forts Preußen
- La Motte, Antoine Houdar de (1672–1731), französischer Dramatiker, Librettist, Lyriker und Literaturtheoretiker
- La Motte, Diether de (1928–2010), deutscher Musiker, Komponist, Musiktheoretiker und Hochschullehrer
- La Motte-Fouqué, Friedrich de (1843–1921), preußischer Generalmajor
- La Motte-Haber, Helga de (* 1938), deutsche Musikwissenschaftlerin
- La Motte-Vauvert, Charles-Jean de (1782–1860), französischer Bischof
- La Mude, Greg, südafrikanischer Squashspieler
- La Mure, Pierre (1899–1976), französischer Schriftsteller

### La N
- La Nefera (* 1988), Schweizer RapperinLa Nefera (* 1988)

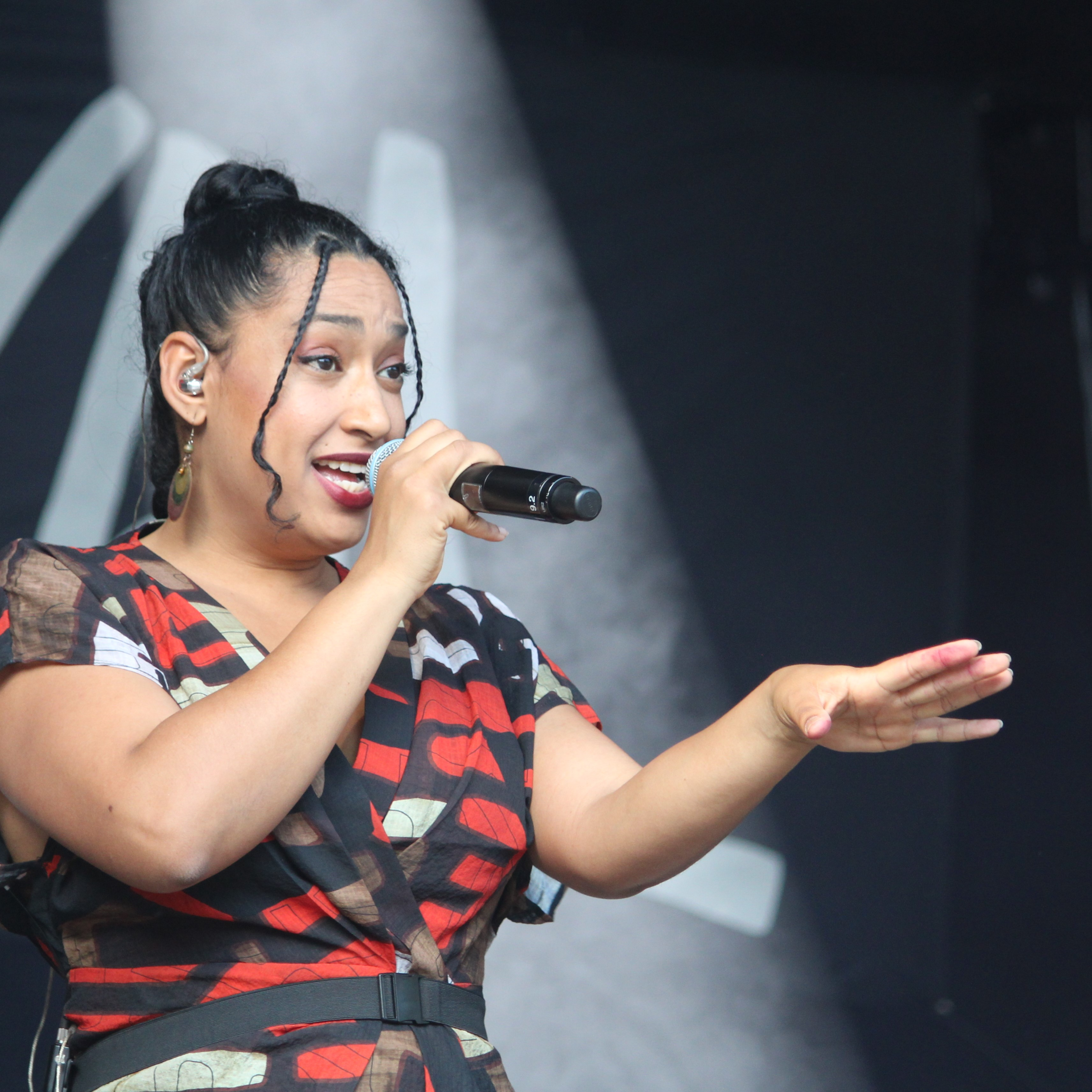
La Nefera (* 1988)

- La Nicca, Richard (1794–1883), Schweizer Ingenieur und Wasserbauer
- La Niña de los Peines (1890–1969), spanische Flamenco-Sängerin
- La Noue, François de (1531–1591), französischer Hugenottenführer und Schriftsteller
- La Noue, Jean-Baptiste de (1701–1760), französischer Schauspieler
- La Noue, Marie de († 1652), französische Hugenottin, Hofdame in Paris
- la Nux, Paul Véronge de (1853–1928), französischer Komponist

### La P
- La Palme, Béatrice (1878–1921), kanadische Opernsängerin (Sopran), Geigerin und Musikpädagogin
- La Palud, Louis de († 1451), Bischof von Lausanne und Saint-Jean-de-Maurienne
- La Parra, Benito García de (1884–1953), spanischer Komponist und Musikpädagoge
- La Parra, Rajiv van (* 1991), niederländischer Fußballspieler
- La Patellière, Denys de (1921–2013), französischer Filmregisseur und Drehbuchautor
- La Pergola, Antonio (1931–2007), italienischer Jurist und Politiker, MdEP
- La Pérouse, Jean-François de (1741–1788), französischer Seefahrer, Weltumsegler und GeographJean-François de La Pérouse (1741–1788)

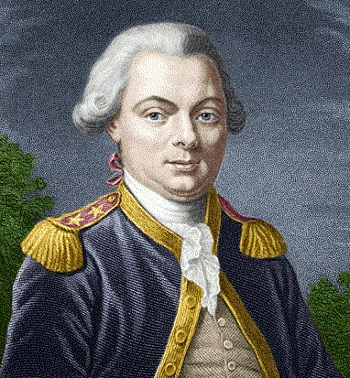
Jean-François de La Pérouse (1741–1788)

- La Perricholi (1748–1819), peruanische Schauspielerin und Mätresse des Vizekönigs
- La Perrière, Guillaume de (1499–1554), französischer Schriftsteller, Chronist, Moralist und Emblematiker
- La Péruse, Jean Bastier de (1529–1554), französischer Dichter
- La Peyrère, Isaac de (1596–1676), französischer Diplomat
- La Piana, Calogero (* 1952), italienischer Ordensgeistlicher, emeritierter Erzbischof von Messina-Lipari-Santa Lucia del Mela
- la Piedra, Natalie de (* 1965), deutsche Schauspielerin und Synchronsprecherin
- La Pierre, Richard (1842–1893), deutscher Architekt, preußischer Baubeamter
- La Placa, Alison (* 1959), US-amerikanische Theater-, Filmschauspielerin und Synchronsprecherin
- La Placa, Giuseppe (* 1962), italienischer Geistlicher, römisch-katholischer Bischof von Ragusa
- La Place, François-Marie-Joseph de (1757–1823), französischer Latinist und Romanist
- La Place, Pierre-Antoine de (1707–1793), französischer Schriftsteller und Übersetzer
- La Plante, Laura (1904–1996), US-amerikanische Schauspielerin
- La Platière, Imbert de († 1567), französischer Aristokrat und Militär, Marschall von Frankreich
- la Pointe, Ali (1930–1957), algerischer Widerstandskämpfer der Front de Libération Nationale
- La Poix de Fréminville, Christophe Paulin de (1787–1848), französischer Marineoffizier, Zoologe und Archäologe
- La Polaca (1944–2010), spanische Tänzerin und Schauspielerin
- La Popelinière, Henri Lancelot du Voisin de (1541–1608), französischer Adeliger, protestantischer Militär, Schriftsteller und Historiker
- La Porta, Elizza (1902–1997), rumänische Schauspielerin
- La Porta, Rafael, argentinischer Wirtschaftswissenschaftler und Hochschullehrer
- La Porte du Theil, Joseph De (1884–1976), französischer Offizier, Generalleutnant
- La Porte Mazarin, Armande Félice de (1691–1729), französische Hofdame
- La Porte, Amador de († 1644), Großprior von Frankreich des Johanniterordens
- La Porte, Armand-Charles de (1632–1713), französischer Militär, Großmeister der Artillerie von Frankreich
- La Porte, Charles de (1602–1664), Marschall von Frankreich, Surintendant des Finances
- La Porte, Guy Jules Paul de (1701–1738), französischer Adliger und Höfling
- La Porte, Juan (* 1959), puerto-ricanischer Boxer
- La Porte, Maurice de (1530–1571), französischer Buchhändler, Literat und Lexikograf
- La Porte, Paul Jules de (1666–1731), französischer Militär und Staatsmann
- La Pouplinière, Alexandre Le Riche de (1693–1762), französischer Steuerpächter (fermier général) und Mäzen
- La Presle, Jacques de (1888–1969), französischer Komponist und Musikpädagoge
- La Primaudaye, Pierre de (1546–1619), französischer Literat und Moralphilosoph

### La Q
- La Quintinie, Jean-Baptiste de (1626–1688), französischer Jurist und Gartenbaumeister

### La R
- La Ramee, Jacques (* 1784), kanadischer Trapper, Pelzhändler und Entdecker
- La Regina, Adriano (* 1937), italienischer Klassischer Archäologe und Etruskologe
- La Révellière-Lépeaux, Louis-Marie de (1753–1824), französischer Politiker und Mitglied des Direktoriums
- La Reynie, Gabriel Nicolas de (1625–1709), erste Generalleutnant der französischen PolizeiGabriel Nicolas de la Reynie (1625–1709)

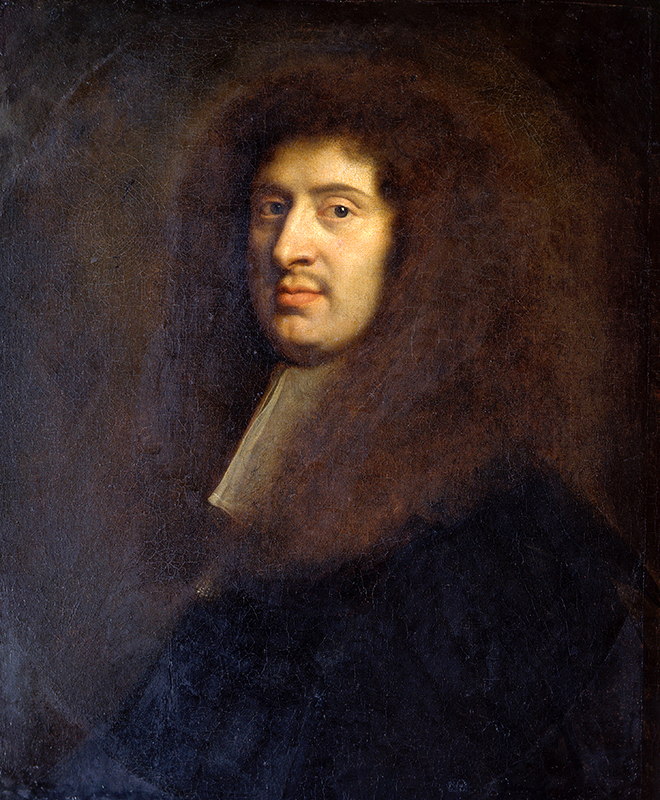
Gabriel Nicolas de la Reynie (1625–1709)

- La Riboisière, Ferdinand Baston de (1790–1812), französischer Kavallerieoffizier
- La Rivers, Ira (1915–1977), US-amerikanischer Entomologe und Biologe
- La Rivière, Étienne de († 1569), französischer Chirurg und Anatom
- La Roca, Pete (1938–2012), US-amerikanischer Jazz-Schlagzeuger und Jurist
- La Rocca, Frank (* 1951), US-amerikanischer Komponist
- La Rocca, Ketty (1938–1976), italienische Konzept-, Body-Artkünstlerin und Dichterin der Visuellen Poesie
- La Rocca, Roberto (* 1991), venezolanischer Automobilrennfahrer
- La Rocca, Sal (* 1961), belgischer Jazz-Bassist
- La Roche de Fontenilles, Louise Amour Marie de (1844–1924), französisch-kreolische Malerin
- La Roche, Benedikt (1802–1876), Schweizer Bankier und Generalpostdirektor
- La Roche, Carl Georg von (1766–1839), preußischer Geheimer Oberbergrat
- La Roche, Carl von (1794–1884), deutsch-österreichischer Schauspieler
- La Roche, Emanuel (1863–1922), Schweizer Architekt
- La Roche, Johann (1745–1806), österreichischer Theaterschauspieler, Komiker und Bühnenschriftsteller
- La Roche, Karl du Jarrys von (1811–1881), badischer Generalleutnant, Historiker
- La Roche, Käthi (* 1948), Schweizer Pfarrerin
- La Roche, Maria (1870–1952), Schweizer Malerin
- La Roche, Maximiliane von (1756–1793), Tochter der Schriftstellerin Sophie von La Roche und eine Jugendfreundin GoethesMaximiliane von La Roche (1756–1793)

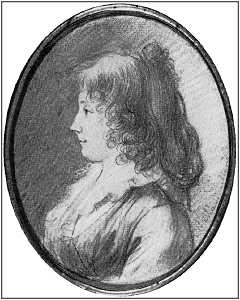
Maximiliane von La Roche (1756–1793)

- La Roche, Raoul (1889–1965), Schweizer Bankier, Mäzen und Kunstsammler
- La Roche, Robert (* 1938), österreichischer Designer
- La Roche, Sophie von (1730–1807), deutsche Schriftstellerin und SalonnièreSophie von La Roche (1730–1807)

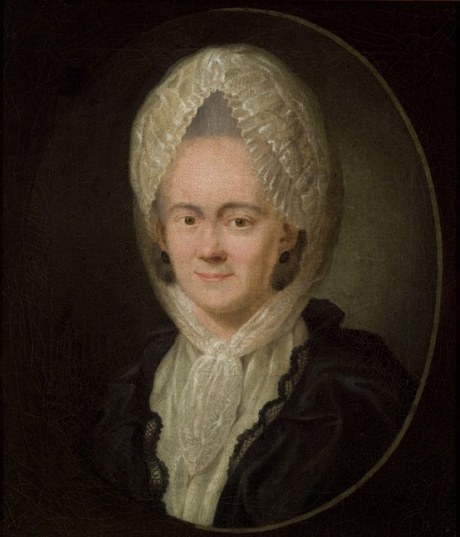
Sophie von La Roche (1730–1807)

- La Roche, Walther von (1936–2010), deutscher Journalist und Journalismus-Lehrer
- La Roche-Aymon, Charles-Antoine de (1697–1777), französischer Geistlicher, Kardinal der römisch-katholischen Kirche
- La Roche-Aymon, Karl Anton Stephan Paul von (1772–1849), preußisch-französischer General
- La Roche-Fontenille, Antoine-René de (1699–1759), französischer Geistlicher, Bischof von Meaux
- La Roche-Guilhem, Anne de (1644–1707), französische Schriftstellerin
- La Roche-Saint-André, Gilles de (1621–1668), französischer Aristokrat und Marineoffizier
- La Roche-Starkenfels, Friedrich Georg von (1729–1802), hessen-kasselscher Regierungspräsident und Geheimer Rat
- La Roche-Starkenfels, Friedrich von (1700–1780), preußischer Rittmeister und Schlossherr
- La Roche-Starkenfels, Friedrich von (1769–1838), preußischer Generalleutnant und Kommandant von Schweidnitz
- La Roche-Starkenfels, Philipp von (1770–1842), badischer Generalmajor
- La Roche-Starkenfels, Samuel von (1664–1722), Hessen-Kasselscher Generalmajor
- La Roche-Starkenfels, Udo von (1818–1883), preußischer Generalleutnant
- La Roche-sur-Yon, Charles de († 1565), französischer Adliger und Militär, Gouverneur von Paris und Dauphiné
- La Rochefoucauld de Roye, Frédéric-Jérôme de (1701–1757), Kardinal der Römischen Kirche
- La Rochefoucauld de Roye, Jean-Baptiste de (1707–1746), französischer Aristokrat und Marineoffizier
- La Rochefoucauld, Alexandre de (1690–1762), französischer Adliger, Militär und Hofbeamter
- La Rochefoucauld, Antoine de (1471–1537), französischer Adliger, Gouverneur von Paris und Île-de-France
- La Rochefoucauld, Dominique de (1712–1800), französischer Bischof

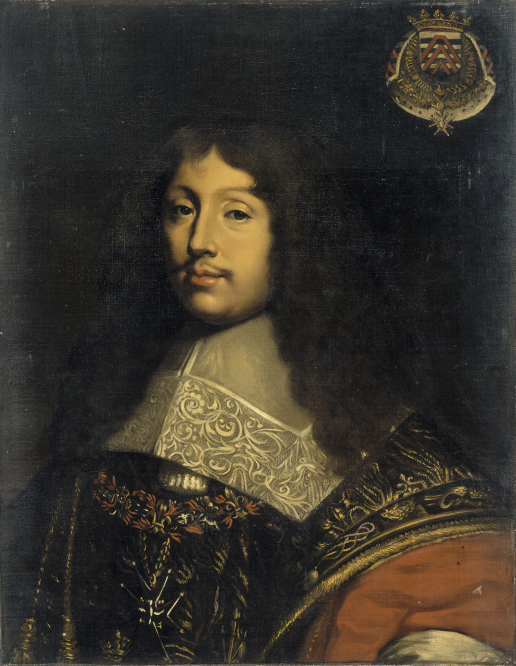
François de La Rochefoucauld (1613–1680)

- La Rochefoucauld, François de (1558–1645), katholischer Bischof und Kardinal
- La Rochefoucauld, François de (1613–1680), französischer SchriftstellerFrançois de La Rochefoucauld (1613–1680)
- La Rochefoucauld, François III. de (1521–1572), französischer Adliger und Militär
- La Rochefoucauld, François IV. de († 1591), französischer Adliger und Militär
- La Rochefoucauld, François V. de (1588–1650), erster Herzog von La Rochefoucauld
- La Rochefoucauld, François VII. (1634–1714), französischer Adliger, Großoffizier der Krone
- La Rochefoucauld, François VIII. de (1663–1728), französischer Adliger, Großoffizier der Krone
- La Rochefoucauld, Louis-Alexandre de (1743–1792), französischer Adeliger und Politiker
- La Rochefoucauld, Marie Louise Nicole de (1716–1797), französische Adlige, Femme de lettres und Salonnière
- La Rochefoucauld, Sosthènes de (1897–1970), französischer Autorennfahrer
- La Rochefoucauld-Liancourt, François Alexandre Frédéric duc de (1747–1827), französischer Politiker, Unternehmer und Sozialreformer
- La Rochefoucauld-Montbel, Dominique de (* 1950), französischer Großhospitalier des Malteserordens
- La Rochejacquelein, Julien-Gaston du Vergier de (1833–1897), französischer Politiker
- La Rochejaquelein, Auguste du Vergier de (1784–1868), französischer Adliger und Militär
- La Rochejaquelein, Henri de (1772–1794), französischer Adliger und einer der Anführer des Aufstands der Vendée in der Zeit der Französischen RevolutionHenri de La Rochejaquelein (1772–1794)

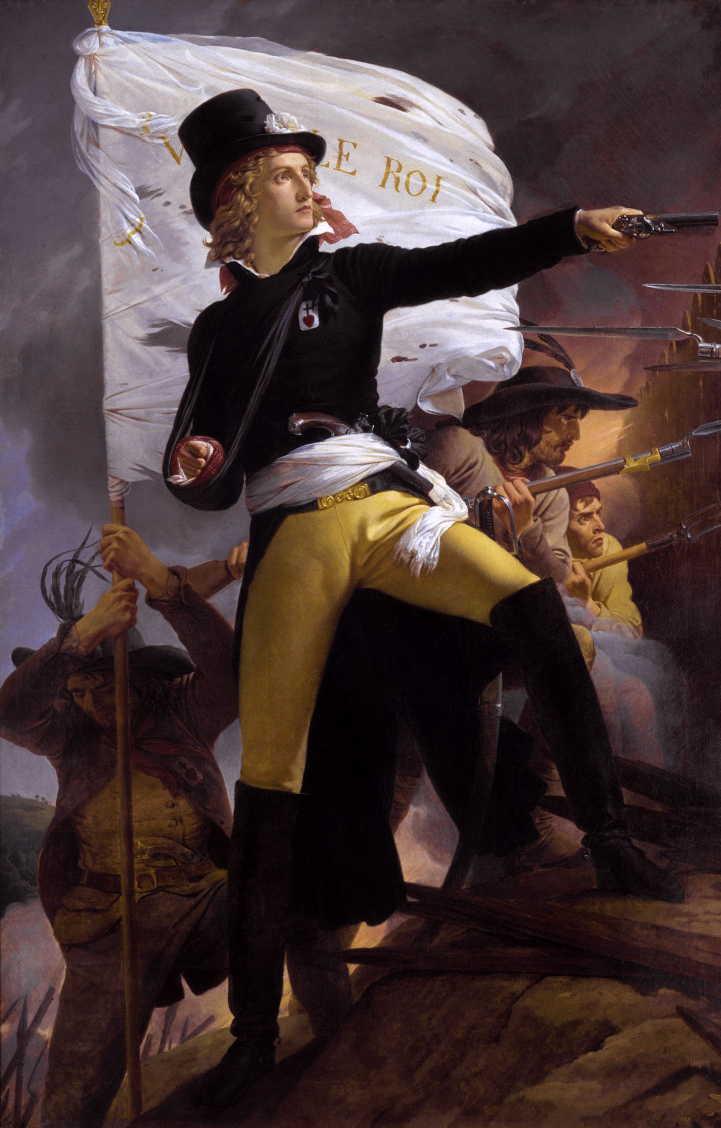
Henri de La Rochejaquelein (1772–1794)

- La Rochejaquelein, Henri-Auguste-Georges de (1805–1867), französischer Militär und Politiker
- La Rochejaquelein, Victoire de Donnissan de (1772–1857), französische Autorin
- La Rochenoire, Julien de (1825–1899), französischer Maler und Radierer
- La Rocque, François de (1885–1946), französischer Soldat und nationalistischer Politiker
- La Rocque, Rod (1898–1969), US-amerikanischer Filmschauspieler, vornehmlich in Stummfilmen
- La Roque, Stephan Laurenz de († 1742), französischer Maler
- La Rosa, Francesco (1926–2020), italienischer Fußballspieler
- La Rosa, Giuseppe (* 1963), italienischer Filmregisseur
- La Rosa, Guillermo (* 1952), peruanischer Fußballspieler
- La Rosa, Michele (* 1980), italienischer Automobilrennfahrer
- La Rosa, Ugo (* 1925), italienischer Dokumentarfilmer
- La Rose, Natalie (* 1988), niederländische R&B-Sängerin
- La Rue, Frank William (* 1952), guatemaltekischer UN-Sonderberichterstatter für das Recht auf Meinungsfreiheit und freie Meinungsäußerung
- La Rue, George Roger (1882–1967), US-amerikanischer Parasitologe
- La Rue, Jack (1902–1984), US-amerikanischer Schauspieler
- La Ruelle, Joseph (1822–1900), deutscher Lithograf, Kaufmann, Zeitungsverleger und Druckereibesitzer
- La Russa, Adrienne (* 1948), US-amerikanische Filmschauspielerin
- La Russa, Ignazio (* 1947), italienischer Politiker (Fratelli d’Italia), ehemaliger Verteidigungsminister, Präsident des Senats

### La S
- La Sablière, Bertrand Edmond Rochereau de (1903–1987), französischer Diplomat
- La Sablière, Jean-Marc de (* 1946), französischer Diplomat
- La Sablière, Marguerite Hessein de (1636–1693), Patronin von Künstlern, Schriftstellern und Wissenschaftlern
- La Sale, Antoine de, französischer Schriftsteller
- La Salle de Rochemaure, Félix de (1856–1915), französischer Dichter okzitanischer Sprache
- la Salle, Bernardon de (1339–1391), Kondottiere
- La Salle, Eriq (* 1962), US-amerikanischer Schauspieler, Regisseur, Produzent und DrehbuchautorEriq La Salle (* 1962)

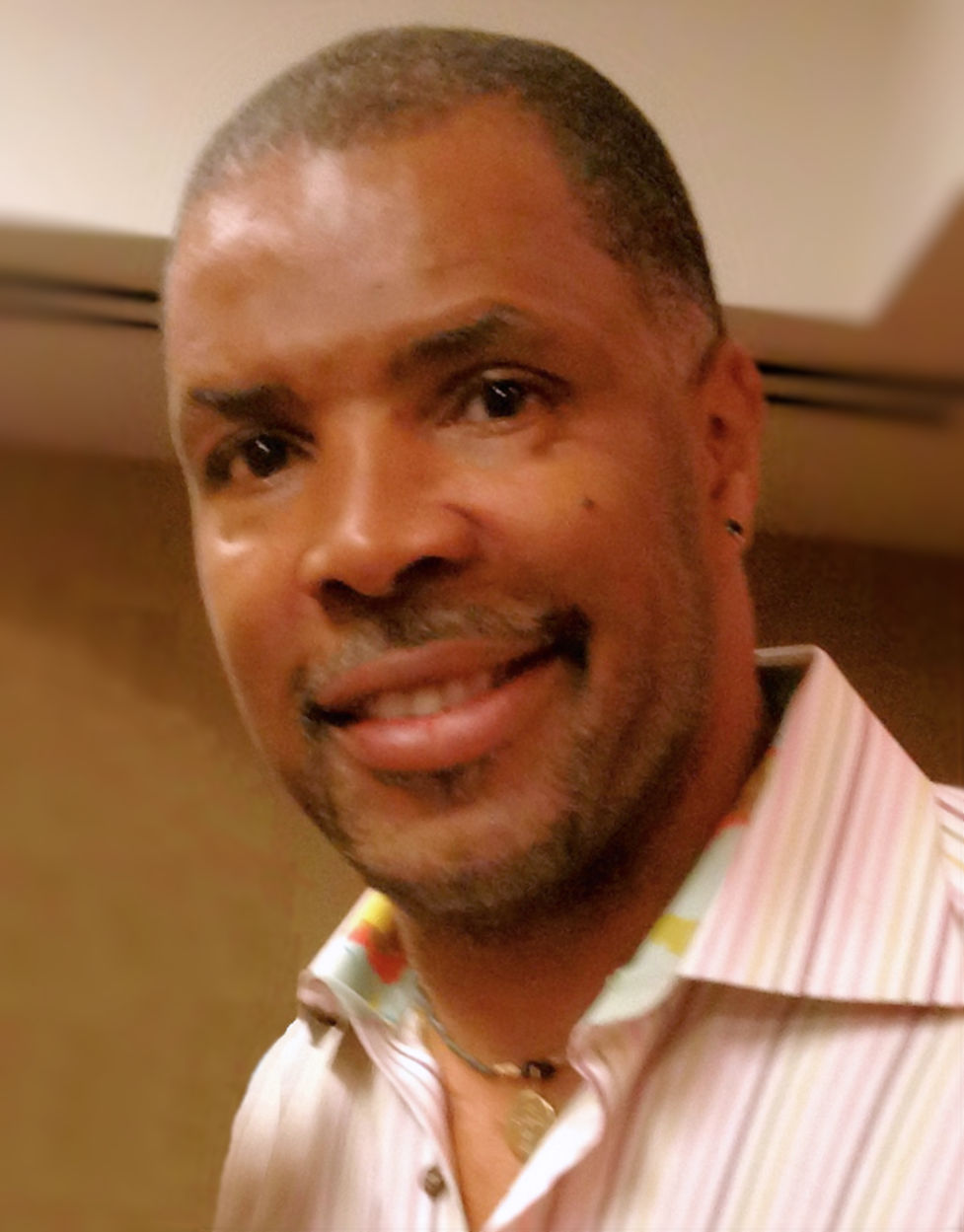
Eriq La Salle (* 1962)

- La Salle, Gadifer de (1355–1422), französischer Soldat
- La Salle, Johannes Baptist de (1651–1719), französischer Priester und Ordensgründer
- La Salle, Robert Cavelier de (1643–1687), französischer EntdeckerRobert Cavelier de La Salle (1643–1687)

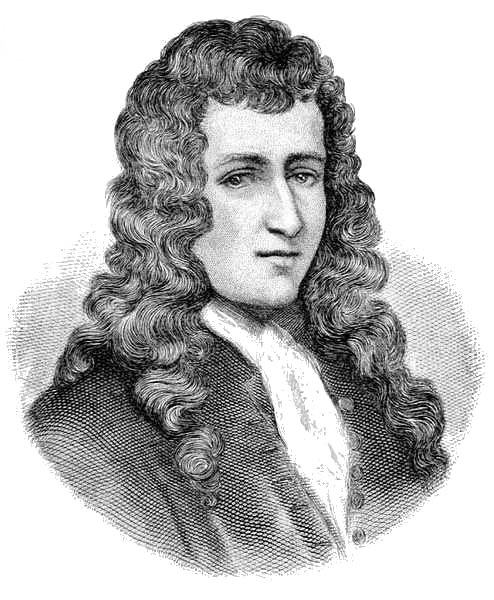
Robert Cavelier de La Salle (1643–1687)

- La Salle, Roch (1929–2007), kanadischer Politiker
- La Salvia, Galilea (* 2003), US-amerikanische Schauspielerin
- La Scola, Vincenzo (1958–2011), italienischer Opernsänger (Tenor)
- La Selva, Anita, kanadische Schauspielerin und Tänzerin
- La Selva, Vincent (1929–2017), US-amerikanischer Dirigent und Musikpädagoge
- La Sen Thai Puvanart (1462–1495), König von Lan Chang
- La Sére, Emile (1802–1882), US-amerikanischer Politiker
- La Serre, Jean Puget de (1594–1665), französischer Dramatiker
- La Sierra, Valentín de (1898–1926), mexikanischer Cristero
- La Soujeole, Benoît-Dominique de (* 1955), französischer römisch-katholischer Theologe und Dominikaner
- La Spina, Silvana (* 1945), italienische Schriftstellerin
- La Suze, Henriette de Coligny de (1618–1673), französische Salonnière und Schriftstellerin

### La T
- La Tailhède, Raymond de (1867–1938), französischer Dichter
- La Taille, Jean de (1535–1608), französischer Dichter und Dramatiker
- La Terra, Noemi (* 1978), italienische Sängerin und Musikerin
- La Teulière, Matthieu de († 1702), französischer Schriftsteller, Kunstkenner, Staatsbeamter und Direktor der Académie de France à Rome
- La Thangue, Henry Herbert (1859–1929), britischer Maler des Naturalismus und Spätimpressionismus
- La Thorillière, Charlotte Le Noir de (1661–1730), französische Schauspielerin
- La Tombelle, Fernand de (1854–1928), französischer Organist und Komponist
- La Torre, Pio (1927–1982), italienischer Politiker
- La Torre, Todd (* 1974), US-amerikanischer MusikerTodd La Torre (* 1974)

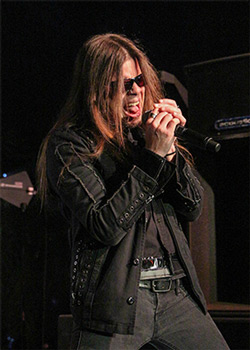
Todd La Torre (* 1974)

- La Touche, John David Digues (1861–1935), französisch-irischer Ornithologe und Steuerbeamter
- La Tour d’Albenas, Bérenger de, französischer Dichter
- La Tour d’Auvergne, Charles Godefroi (1706–1771), französischer Aristokrat
- La Tour d’Auvergne, Emmanuel Théodose de (1643–1715), französischer Kardinal
- La Tour d’Auvergne, Emmanuel Théodose de (1668–1730), französischer Adliger, Großkammerherr von Frankreich
- La Tour d’Auvergne, Frédéric-Maurice de (1605–1652), Herzog von Bouillon und französischer General
- La Tour d’Auvergne, Godefroi Charles Henri de (1728–1792), französischer Aristokrat, Großkammerherr von Frankreich
- La Tour d’Auvergne, Godefroy Maurice de (1636–1721), französischer Adliger, Großkammerherr von Frankreich
- La Tour d’Auvergne, Henri de, duc de Bouillon (1555–1623), Marschall von Frankreich und Herzog von Bouillon
- La Tour d’Auvergne, Henri Oswald de (1671–1747), französischer Kleriker, Abt von Cluny, Erzbischof von Tours, Erzbischof von Vienne, Kardinal
- La Tour d’Auvergne, Henri-Godefroy de (1823–1871), französischer Adeliger, Staatsmann des Zweiten Kaiserreichs
- La Tour d’Auvergne, Jacques Léopold de (1746–1802), Titularherzog im Herzogtum Bouillon
- La Tour d’Auvergne, Madeleine de (1495–1519), Mutter der Caterina de’ Medici
- La Tour d’Auvergne, Maria Henriette de (1708–1728), Prinzessin aus dem Haus La Tour d’Auvergne
- La Tour D’Auvergne, Marie de (1601–1665), französische Adlige
- La Tour d’Auvergne, Marie Louise de (1725–1781), französische AdeligeMarie Louise de La Tour d’Auvergne (1725–1781)

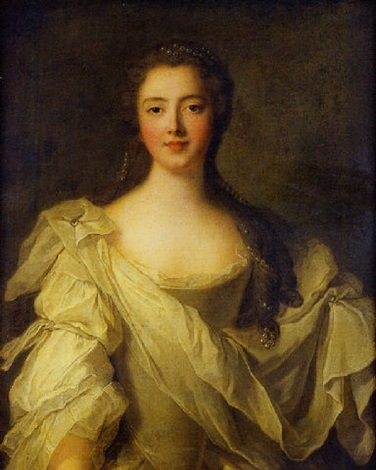
Marie Louise de La Tour d’Auvergne (1725–1781)

- La Tour du Pin Gouvernet, Frédéric-Séraphin de (1759–1837), französischer Offizier, Beamter und Diplomat
- La Tour du Pin Gouvernet, Jean-Frédéric de (1727–1794), französischer Offizier und Kriegsminister
- La Tour du Pin, Hadelin de (1951–2024), französischer Diplomat im Rang eines Botschafters
- La Tour du Pin, Patrice de (1911–1975), französischer Dichter
- La Tour, Anne de († 1524), französische Adlige, Comtesse d’Auvergne, Duchess of Albany
- La Tour, Bernard de († 1361), französischer Adliger und Kardinal
- La Tour, Elvine de (1841–1916), Gründerin der Evangelischen Stiftung de La Tour in Treffen am Ossiacher See
- La Tour, François II. de (1497–1532), französischer Adliger, Diplomat und Militär, Gouverneur von Île-de-France
- La Tour, Georges de (1593–1652), französischer Maler des Barock
- La Tour, Jean de († 1374), französischer Adliger und Kardinal
- La Tour, Jean de (1467–1501), französischer Adliger
- La Tour, Maurice Quentin de (1704–1788), Porträtmaler des französischen RokokoMaurice Quentin de La Tour (1704–1788)

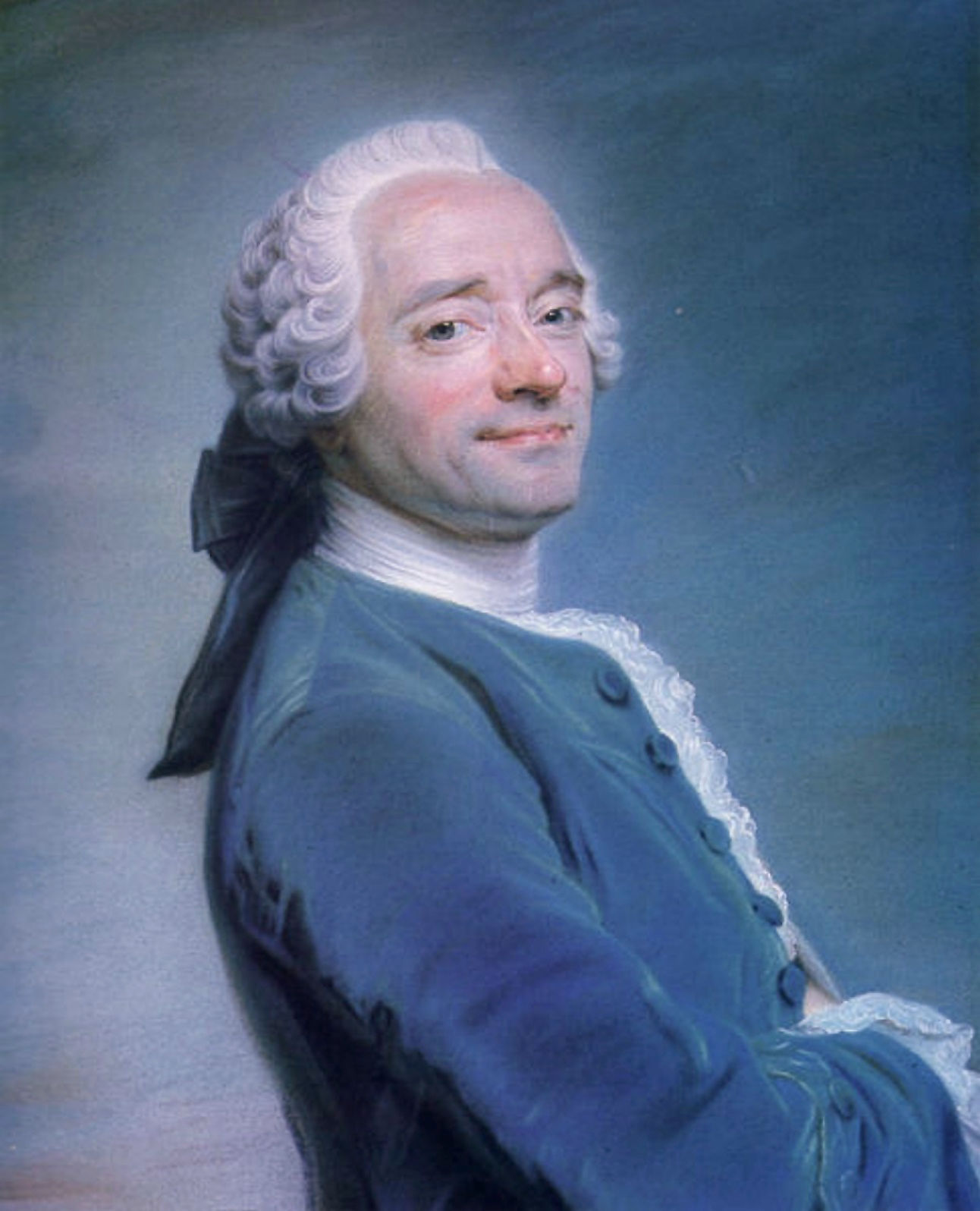
Maurice Quentin de La Tour (1704–1788)

- La Tour, Onya (1896–1976), US-amerikanische Kunstsammlerin, Galeristin und Kunstförderin
- La Tour-Maubourg, Charles César de Fay de (1756–1831), französischer General
- La Tour-Maubourg, Jean Hector de Faÿ de († 1764), französischer Adliger und Militär, Marschall von Frankreich
- La Tour-Maubourg, Marie Victor Nicolas de Fay de (1768–1850), französischer General
- La Tourneaux, Robert (1941–1986), US-amerikanischer Schauspieler
- La Trémoille, Charles Belgique Hollande de (1655–1709), französischer Aristokrat
- La Trémoille, Charles Louis Bretagne de (1683–1719), französischer Aristokrat
- La Trémoille, Charles-Armand-René de (1708–1741), französischer Hochadeliger, Offizier und Mitglied der Académie française
- La Trémoille, Charlotte Amélie de (1652–1732), Ehrendame der dänischen Königin Charlotte Amalie von Hessen-Kassel
- La Trémoille, Charlotte Catherine de (1568–1629), französische Adlige, Fürstin von Condé
- La Trémoille, Charlotte de (1599–1668), französische Adlige und durch Heirat Countess of Derby
- La Trémoille, Claude de, duc de Thouars (1566–1604), Herzog von Thouars und La Trémouille, Fürst von Talmond
- La Trémoille, Georges de († 1446), Graf von Guînes
- La Trémoille, Henri Charles de (1620–1672), Herzog de La Trémouille, Führer der Fronde
- La Trémoille, Henri de (1598–1674), Herzog von Thouars und La Trémouille
- La Trémoille, Joseph-Emmanuel de (1659–1720), französischer katholischer Kardinal
- La Trémoille, Louis Charles de (1838–1911), französischer Adliger und Historiker
- La Trémoille, Louis II. de (1460–1525), französischer Feldherr und Vizegraf von Thouars
- La Trémoille, Marie-Anne de (1642–1722), französische Adelige, Beraterin des spanischen Königspaares Philipp V. und Maria Luisa von SavoyenMarie-Anne de La Trémoille (1642–1722)

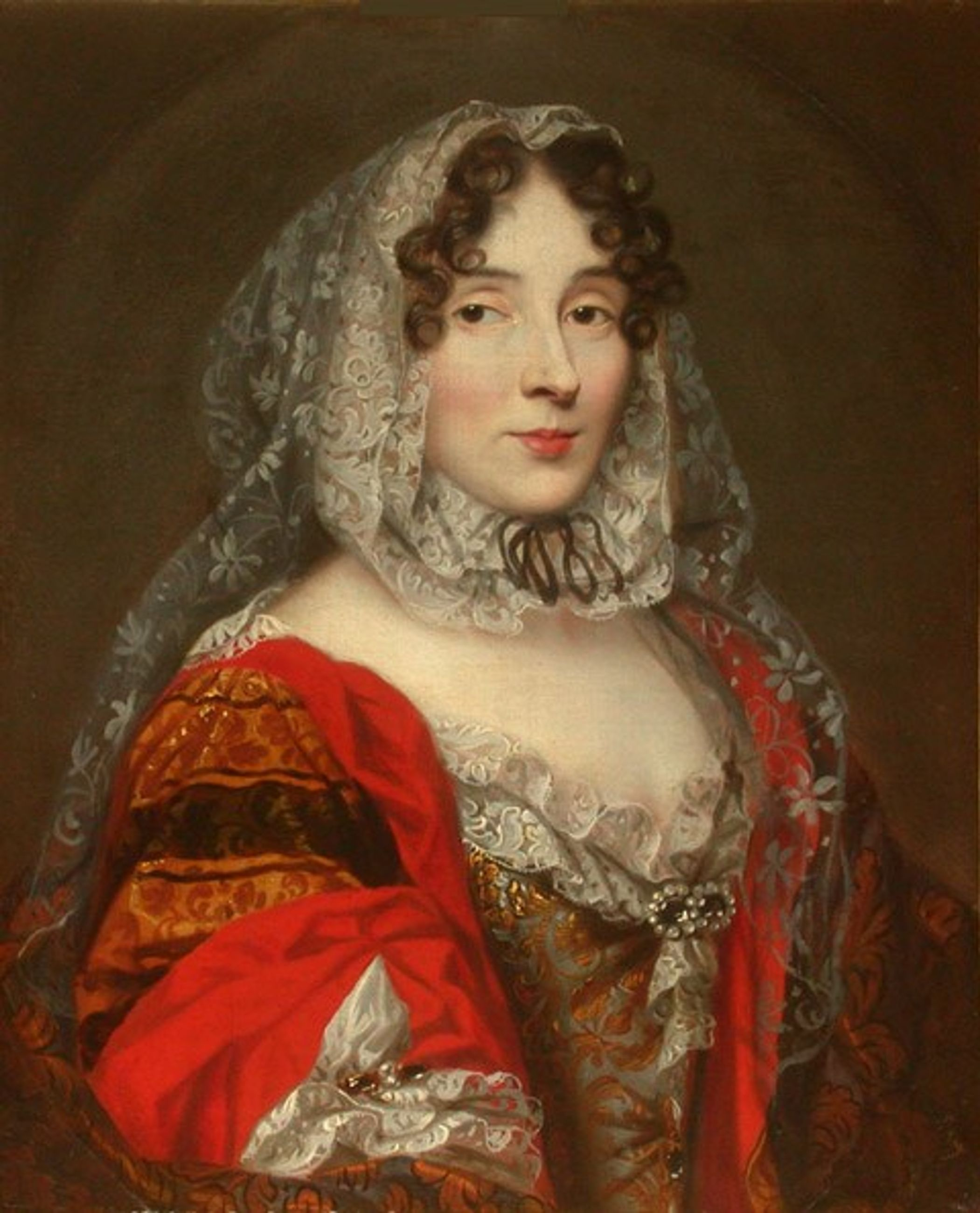
Marie-Anne de La Trémoille (1642–1722)

- La Trémoille-Noirmoutier, Louis II. de (1612–1666), französischer Adliger und Militär
- La Trinité, Marie de (1903–1980), französische Dominikanerin und Mystikerin
- La Trobe, Charles (1801–1875), First-Lieutenant-Gouverneur von Victoria
- La Trobe, Johann Friedrich (1769–1845), deutschbaltischer Komponist

### La V
- La Vaissière, Étienne de (* 1969), französischer Historiker und Orientalist
- La Valette, Charles de (1806–1881), französischer Diplomat und Politiker
- La Valette, Jean de (1494–1568), 49. Großmeister des Malteserordens
- La Valette, Jean Louis de Nogaret de (1554–1642), Admiral von Frankreich, Herzog von Épernon
- La Valette-St. George, Adolph von (1831–1910), deutscher Anatom und Hochschullehrer
- La Vallée Poussin, Louis de (1869–1938), belgischer Orientalist
- La Vallée, Jean de († 1696), schwedischer Architekt
- La Vallière, Louise de (1644–1710), französische Unbeschuhte Karmelitin, frühere Mätresse Ludwigs XIV.Louise de La Vallière (1644–1710)

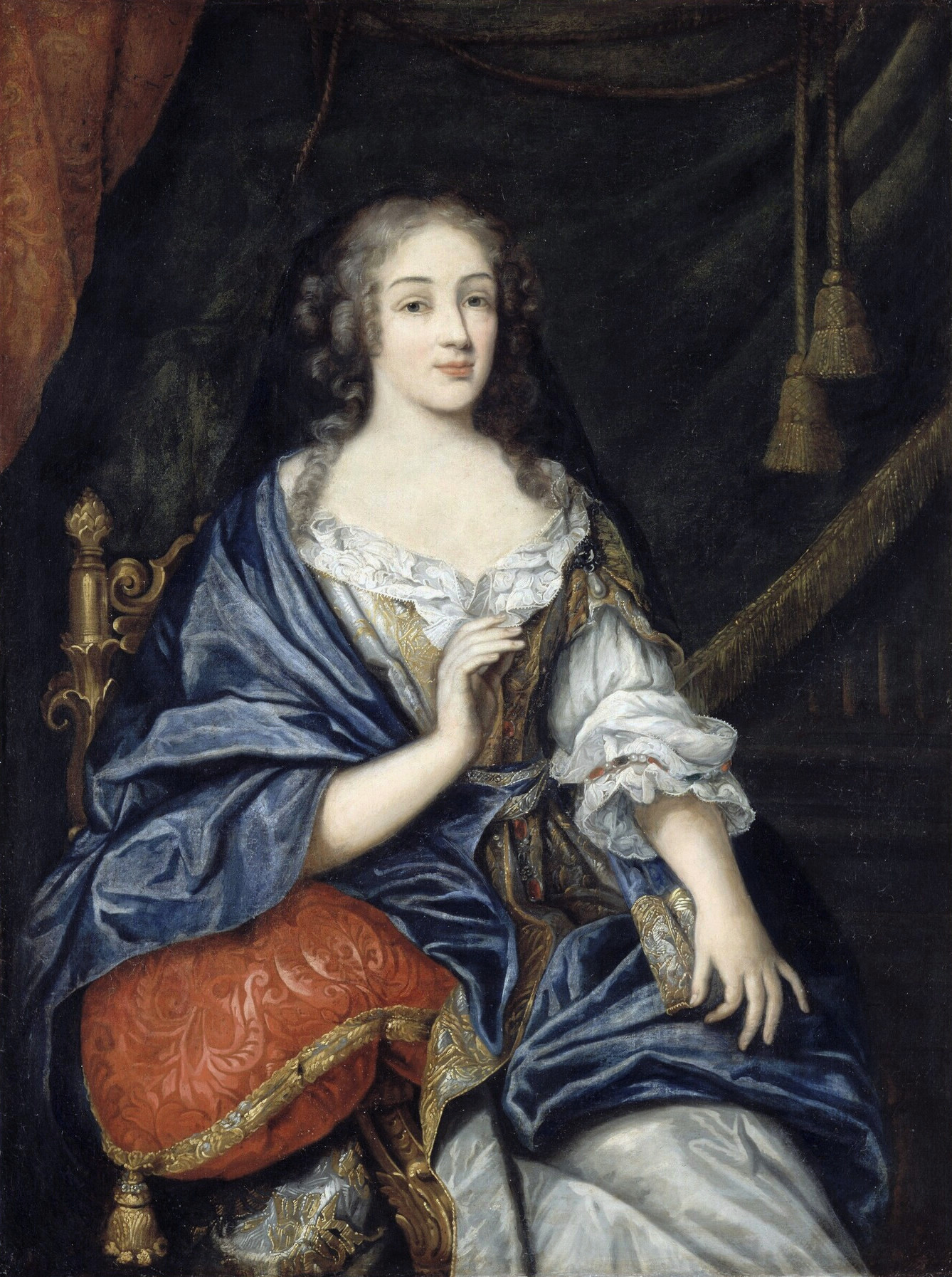
Louise de La Vallière (1644–1710)

- La Varende, Jean de (1887–1959), französischer Autor, Literaturkritiker und Maler
- La Varenne, François-Pierre de (1618–1678), französischer Koch und Autor
- La Vaudère, Jane de (1857–1908), französische Schriftstellerin des Naturalismus, eine Vertreterin des Fin de siècle (Dekadenzdichtung)
- La Vaulx, Henry de (1870–1930), französischer Ballonfahrer und Autor
- La Vega, Francesco (1737–1804), spanischer Archäologe
- La Vérendrye, Louis-Joseph Gaultier de (1717–1761), frankokanadischer Entdecker und Pelzhändler
- La Vérendrye, Pierre Gaultier de Varennes, sieur de (1685–1749), kanadischer Offizier, Pelzhändler und Entdecker
- La Verne, Lucille († 1945), US-amerikanische Theater- und Filmschauspielerin
- La Verpillière, Charles de (* 1954), französischer Politiker, Mitglied der Nationalversammlung
- La Via, Giovanni (* 1963), italienischer Politiker, MdEP
- La Vieuville, Charles I. de († 1653), Surintendant des Finances
- La Vieuville, Charles II. de († 1689), französischer Adliger und Militär
- La Vieuville, Marie-Madeleine de (1693–1755), Mätresse des Herzogs von Orléans
- La Vieuville, René-François de (1652–1719), französischer Adliger und Militär
- La Ville, Jean-Ignace de (1702–1774), französischer römisch-katholischer Bischof, Diplomat und Mitglied der Académie française
- La Villemarqué, Théodore Hersart de (1815–1895), französischer Sprach- und Altertumsforscher
- La Violette, Wesley (1894–1978), US-amerikanischer Komponist
- La Virotte, Louis-Anne (1725–1759), französischer Arzt, Militär und Enzyklopädist
- La Volpe, Ricardo (* 1952), argentinischer Fußballspieler und -trainerRicardo La Volpe (* 1952)

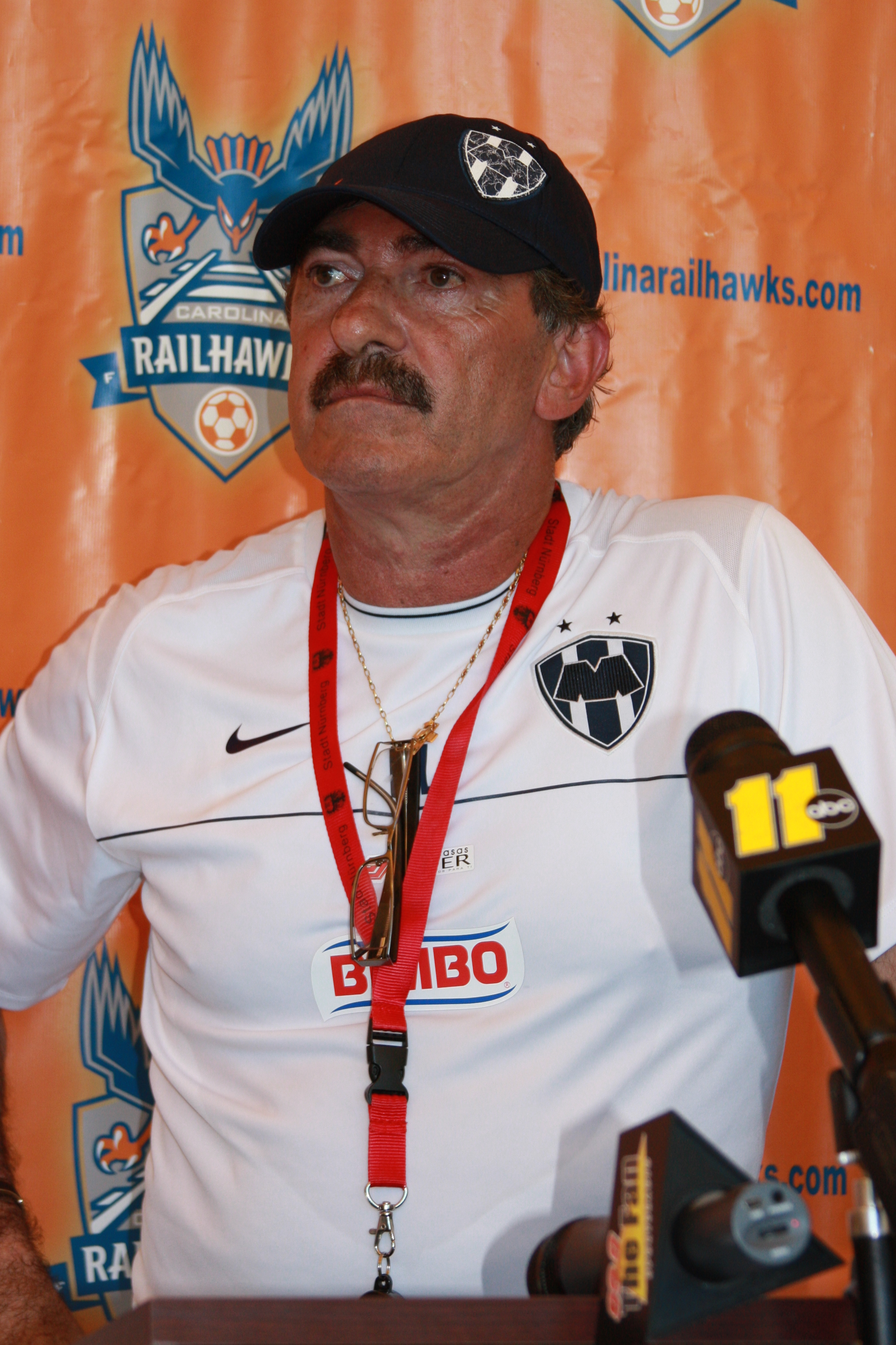
Ricardo La Volpe (* 1952)

### La Z
- La Zarra (* 1987), kanadische Sängerin
- La Zouche, Alan, 1. Baron la Zouche of Ashby (* 1267), englischer Adliger

### La,
- La, Helmut (* 1981), österreichischer Schauspieler
- Lã, João Rosa (* 1946), portugiesischer Diplomat

### La-H
- La-Hoz Castanys, Rafael de (* 1955), spanischer Architekt